# Wiedner Hauptstraße

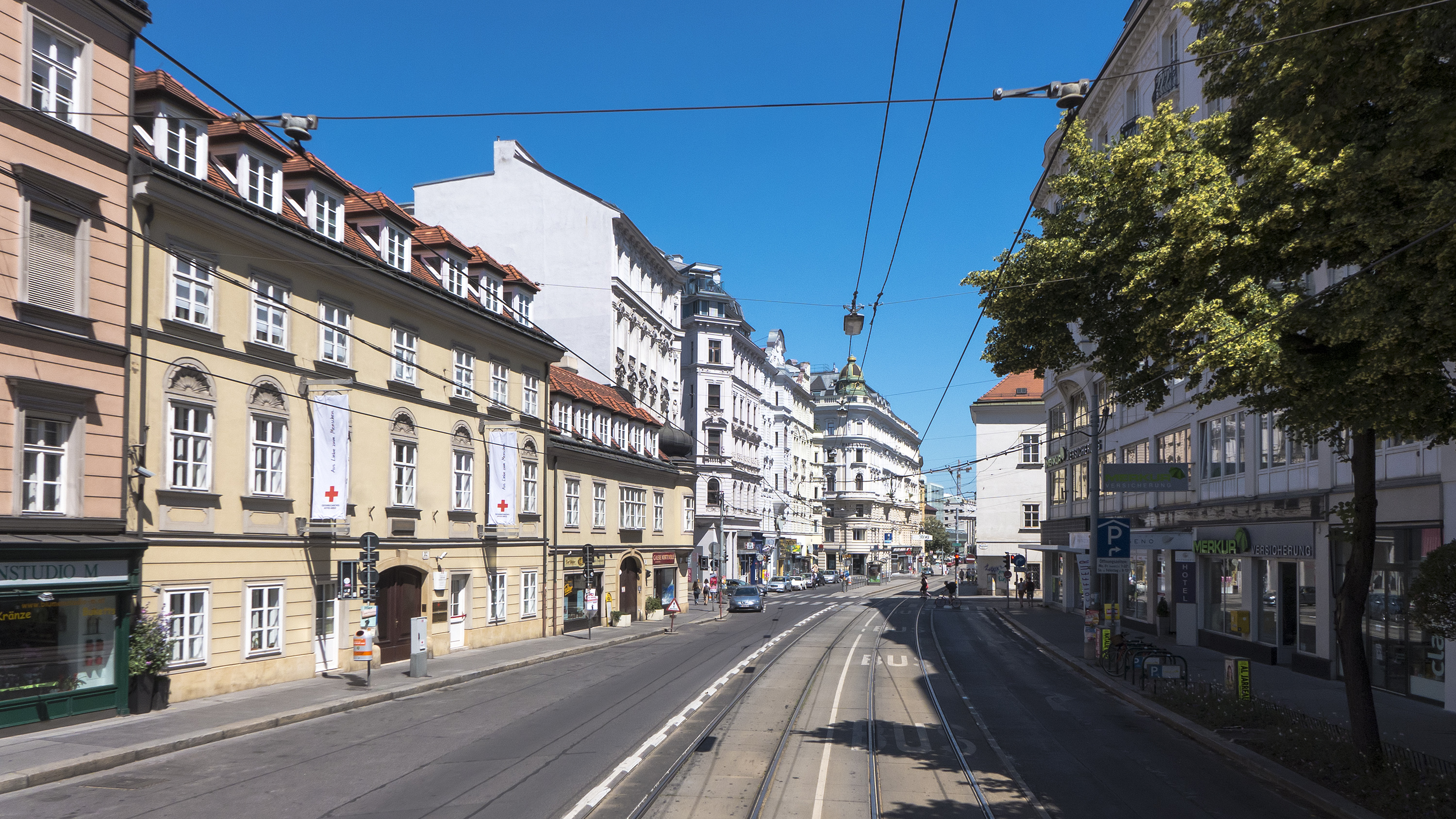
Die Wiedner Hauptstraße in Richtung Norden

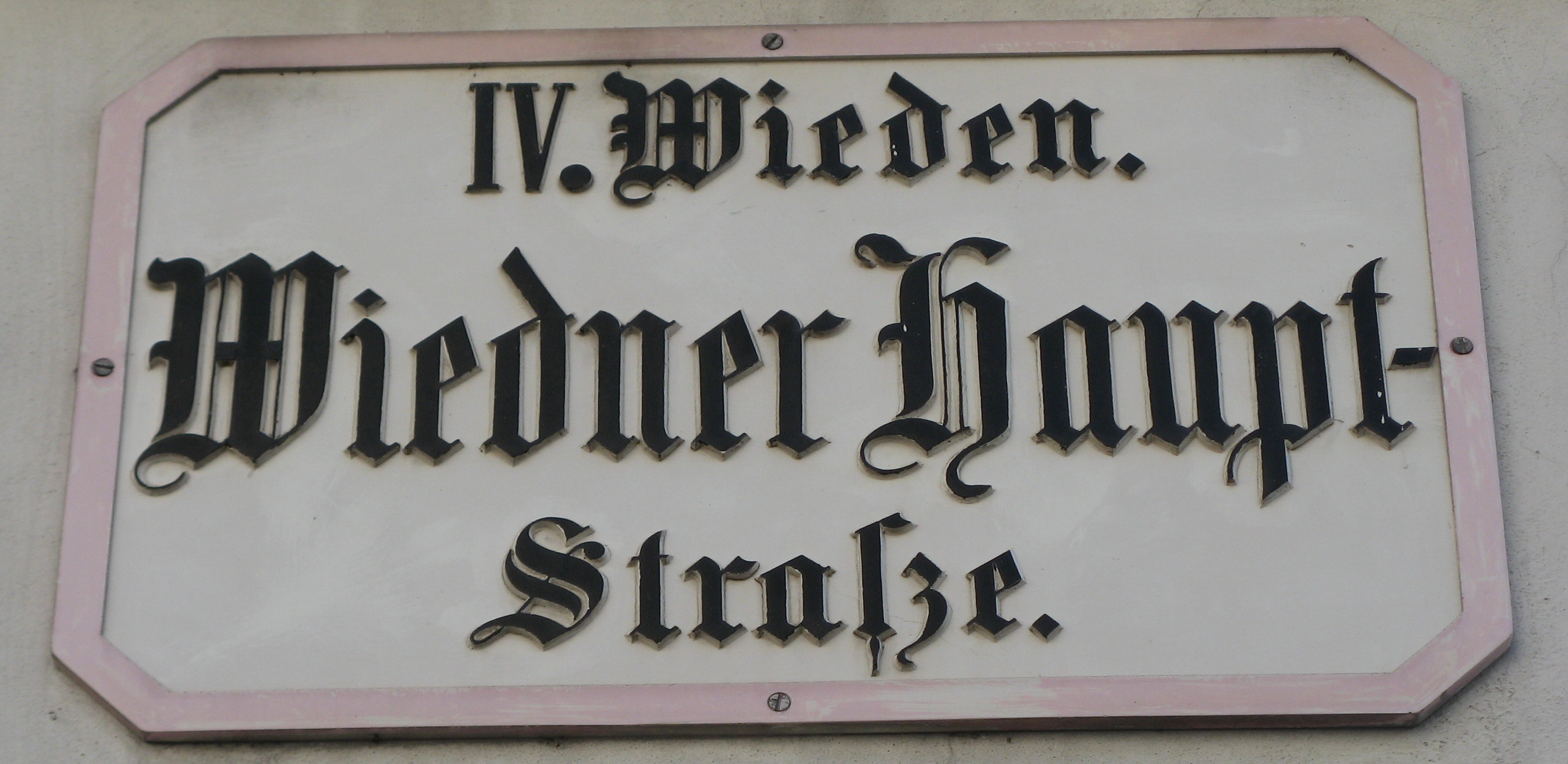
Historische Straßentafel Wiedner Hauptstraße

Die Wiedner Hauptstraße liegt im 4. Wiener Gemeindebezirk, der Wieden, und im 5. Bezirk, Margareten. Sie wurde 1862 nach dem einstigen Wiener Vorort Wieden benannt und war vorher als Alte Wieden Hauptstraße, Matzleinsdorfer Hauptstraße und Matzleinsdorfer Straße bekannt. Sie ist ein bedeutender historischer Verkehrsweg Alt-Wiens.

## Lage und Charakteristik
Die Wiedner Hauptstraße ist Teil der historischen Verkehrsachse Kärntner Straße – Wiedner Hauptstraße – Triester Straße, die seit der Römerzeit von Wien in den Süden führte. Sie beginnt in Verlängerung der Kärntner Straße beim Karlsplatz und verläuft in südwestlicher Richtung, unterschiedlich breit und unregelmäßig, bis zur Reinprechtsdorfer Straße beim Matzleinsdorfer Platz, wo sie sich dann in der Triester Straße fortsetzt. Der nicht geradlinige Verlauf, bei dem sich Abzweigungen häufig zu kleinen Plätzen erweitern, ist typisch für sie. Teilweise wird die Wiedner Hauptstraße von Alleebäumen gesäumt. Sie wird, je weiter stadtauswärts man kommt, desto breiter und vom Autoverkehr stärker frequentiert.
Auf dem Großteil der Wiedner Hauptstraße verkehren die Straßenbahnlinien 1 und 62 sowie die Badner Lokalbahn. Im Bereich der Bezirksgrenze 4. / 5. Bezirk verschwinden die Straßenbahngleise im Untergrund und werden bis zum Matzleinsdorfer Platz als U-Straßenbahn geführt.
Der historische Straßenzug bildete das Zentrum des Vorortes Wieden und verlief bis zum Vorort Matzleinsdorf. Bis in die erste Hälfte des 19. Jahrhunderts war der Verkehrsweg nur im heutigen 4. Bezirk von Häusern gesäumt, während die Route im heutigen 5. Bezirk durch freies Gelände führte. Die Verbauung war ursprünglich einheitlich durch spätjosephinische und biedermeierliche Häuser geprägt. Ende des 19. Jahrhunderts mussten diese hauptsächlich am Beginn der Wiedner Hauptstraße großen historistischen Bauten weichen sowie einzelnen Neubauten aus dem 20. Jahrhundert. Nur im mittleren Bereich der Wiedner Hauptstraße ist noch ein Ensemble von Bauten aus der ersten Hälfte des 19. Jahrhunderts erhalten. Im 5. Bezirk begann die Verbauung erst um 1900, sodass sich hier neben gründerzeitlichen und Jugendstilbauten auch Gemeindebauten finden. Die Bedeutung der Häuser der Wiedner Hauptstraße im 5. Bezirk fällt gegenüber denen im 4. Bezirk stark ab.

## Bedeutende Bauwerke
Im Bereich des heutigen Karlsplatzes fließt der Wienfluss unterirdisch. Bis um 1900 war sein Flussbett aber offen, sodass er mit einer ursprünglich hölzernen, später steinernen Brücke seit dem Mittelalter überquert wurde. Von 1854 bis 1897 führte hier die Elisabethbrücke von der Kärntner Straße über den Wienfluss zur Wiedner Hauptstraße. Danach wurde die Wien eingewölbt und die Brücke überflüssig. Wo früher die Brücke stand, befindet sich heute der Beginn der Wiedner Hauptstraße zwischen Resselpark und Rosa-Mayreder-Park.

### Nr. 6–10: Technische Universität

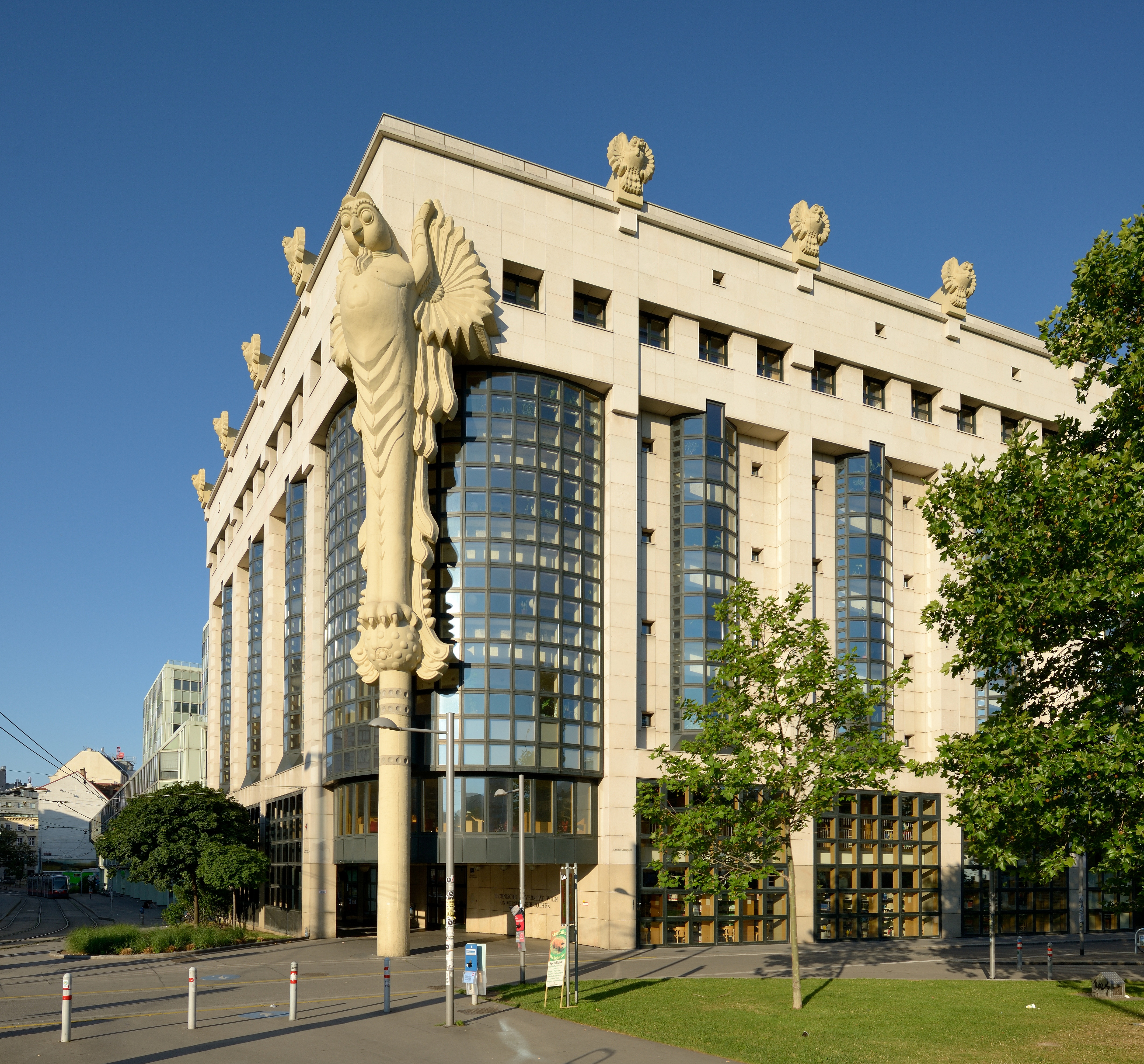
Nr. 6: Bibliothek der Technischen Universität

Hier befindet sich das neue Institutsgebäude der Technischen Universität und deren Bibliothek. Es wurde bis 1988 von den Architekturbüros Dahinden, Gieselmann, Marchart und Moebius & Partner errichtet. Der Bibliotheksbau besitzt eine große, markante Eulenfigur von Bruno Weber als Blickfang an der Gebäudeecke zum Karlsplatz.
An dieser Stelle befand sich ein großer Komplex von zusammenhängenden Wohnhäusern bis zum Wienfluss, der als Freihaus auf der Wieden bekannt war. Nach Anfängen im 17. Jahrhundert und den Zerstörungen während der Zweiten Türkenbelagerung Wiens 1683 wurden die Gebäude ab 1684 errichtet und mehrfach erweitert und ausgebaut, sodass es sich im 18. Jahrhundert um das größte Privatmiethaus Wiens mit an die 1000 Bewohnern handelte. Der Baukomplex enthielt auch eine Rosalienkapelle und das sogenannte Freihaustheater, an dem 1791 Mozarts Oper Die Zauberflöte uraufgeführt wurde, ab 1850 auch gewerbliche Betriebe und Gassenlokale. Nach der Mitte des 19. Jahrhunderts kam es immer wieder zu Abbruchplänen und fortschreitender Verwahrlosung der Gebäude. Seit 1913 wurde tatsächlich demoliert, aber immer nur teilweise, sodass Bereiche des Freihauses bis 1970 erhalten blieben. 1968 wurde der Bereich an der Wiedner Hauptstraße abgerissen.
Vor dem Freihaus an der Wiedner Hauptstraße befand sich seit dem 18. Jahrhundert der Wiener Naschmarkt, der erst nur aus einigen Bratelbratern und Knödelhütten bestand. Nach dem Ausbau und der Renovierung des Freihaues 1786–1790 wurde 1793 angeordnet, dass  alles Obst und Gemüse, das nicht über die Donau, sondern mit Wagen nach Wien gebracht wurde, hier zum Verkauf gelangen musste. Daher waren die Marktstände hier sehr begehrt und vererbten sich oft über Generationen weiter. Nach der Einwölbung des Wienflusses wurde der Naschmarkt von der Wiedner Hauptstraße auf das neu gewonnene Areal über der Wien verlegt, wo er sich noch heute befindet.

### Nr. 7: Hotel Goldenes Lamm

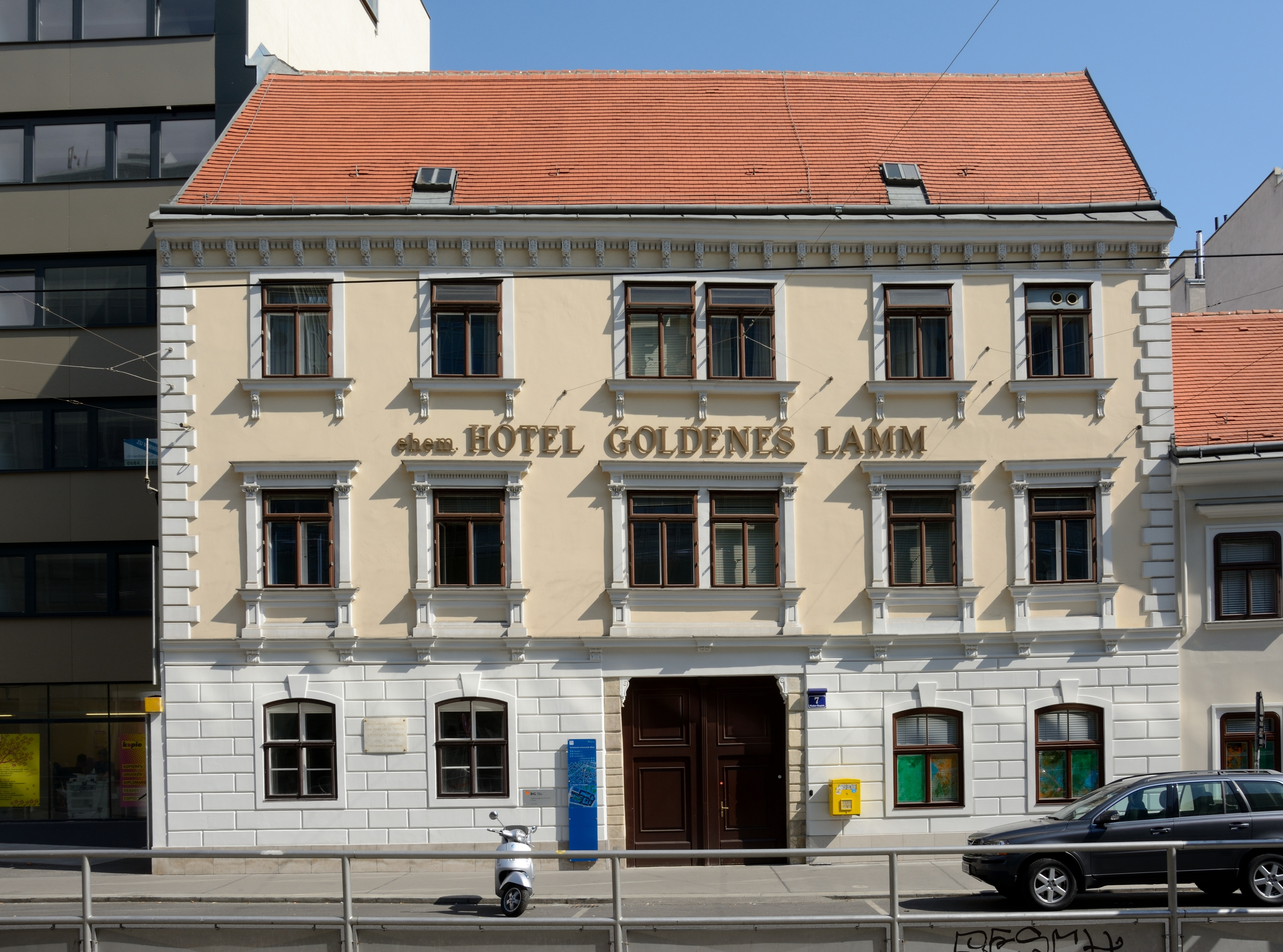
Nr. 7: Ehemaliges Hotel Goldenes Lamm

Das ehemalige Hotel Goldenes Lamm wurde 1760 nach dem großen Brand auf der Wieden errichtet und 1823 durch den Architekten Josef Klee aufgestockt. Es ist ein spätbarockes Vorstadthaus mit einer frühhistoristischen Fassade aus der Zeit um 1855. Am Gebäude befindet sich eine Gedenktafel für den tschechischen Komponisten Antonín Dvořák, der hier öfters wohnte. Bedeutend war das Hotel vor allem durch den vor dem Haus befindlichen Stellwagenstandplatz, von dem Stellwägen nach Hainburg an der Donau, Pottendorf, Traiskirchen, Mödling und Brunn am Gebirge abgingen. Heute befindet sich im Hotel das Institut für Stochastik und Wirtschaftsmathematik der TU Wien.

### Nr. 9: Hotel Zur Stadt Ödenburg
Der ehemalige Gasthof Zur roten Ente, später Zur Stadt Ödenburg (ungarisch Sopron) wurde in der zweiten Hälfte des 18. Jahrhunderts erbaut. Er besitzt einen langgezogenen Hoftrakt mit Pawlatschen aus der ersten Hälfte des 19. Jahrhunderts. Durch den Erfolg des Goldenen Lamms angeregt, richtete man ebenfalls einen Stellwagenverkehr ein, der von hier nach Rodaun, aber auch bis in die ungarischen Städte Güns und Steinamanger führte.

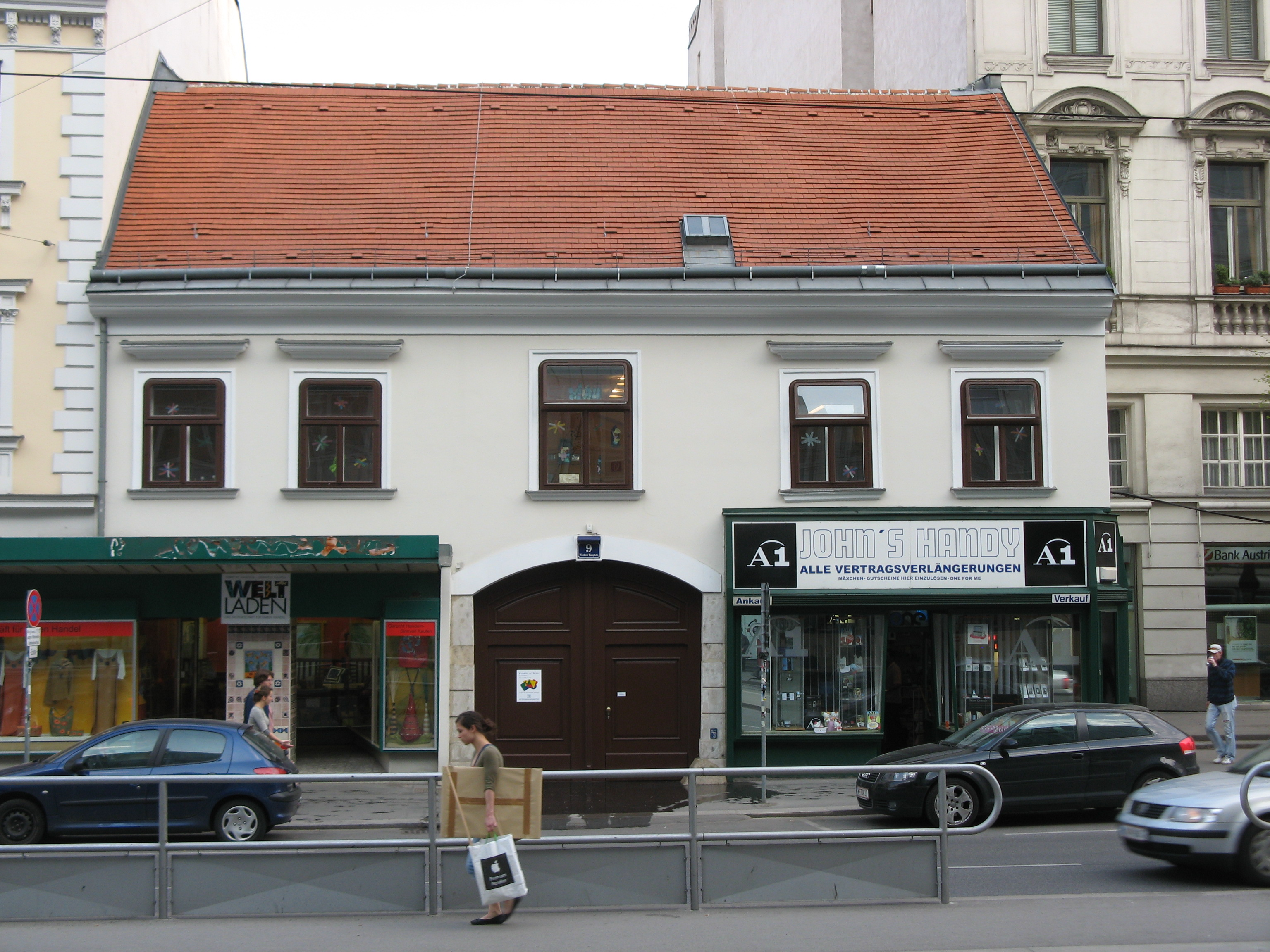
Nr. 9: Ehemaliges Hotel Zur Stadt Ödenburg

### Nr. 12: Hotel Stadt Triest
Am Rilkeplatz befindet sich das Hotel Triest, das ursprünglich Schwarzer Bär und Goldener Bär hieß. 1995 wurde es in ein Luxushotel umgestaltet und als Das Triest neu eröffnet. Auch von diesem alten Gasthof gingen einst wichtige Stellwagenlinien nach Laxenburg oder Traiskirchen ab.
In dieser Gegend stand der historische Laßlaturm. Es war ein hoher Quaderbau mit vier spitzen Ecktürmchen, der als Bollwerk die äußere Grenze der Vorstadt Wieden bezeichnete. 1452 erhielt er seinen Namen nach König Ladislaus Postumus, der durch den im Bau befindlichen Turm hindurch in die Stadt einzog. Der 1461 vollendete Laßlaturm erlitt bei der Ersten Türkenbelagerung Wiens 1529 schwere Beschädigungen und wurde daraufhin abgebrochen.

### Nr. 14: späthistoristisches Zinshaus

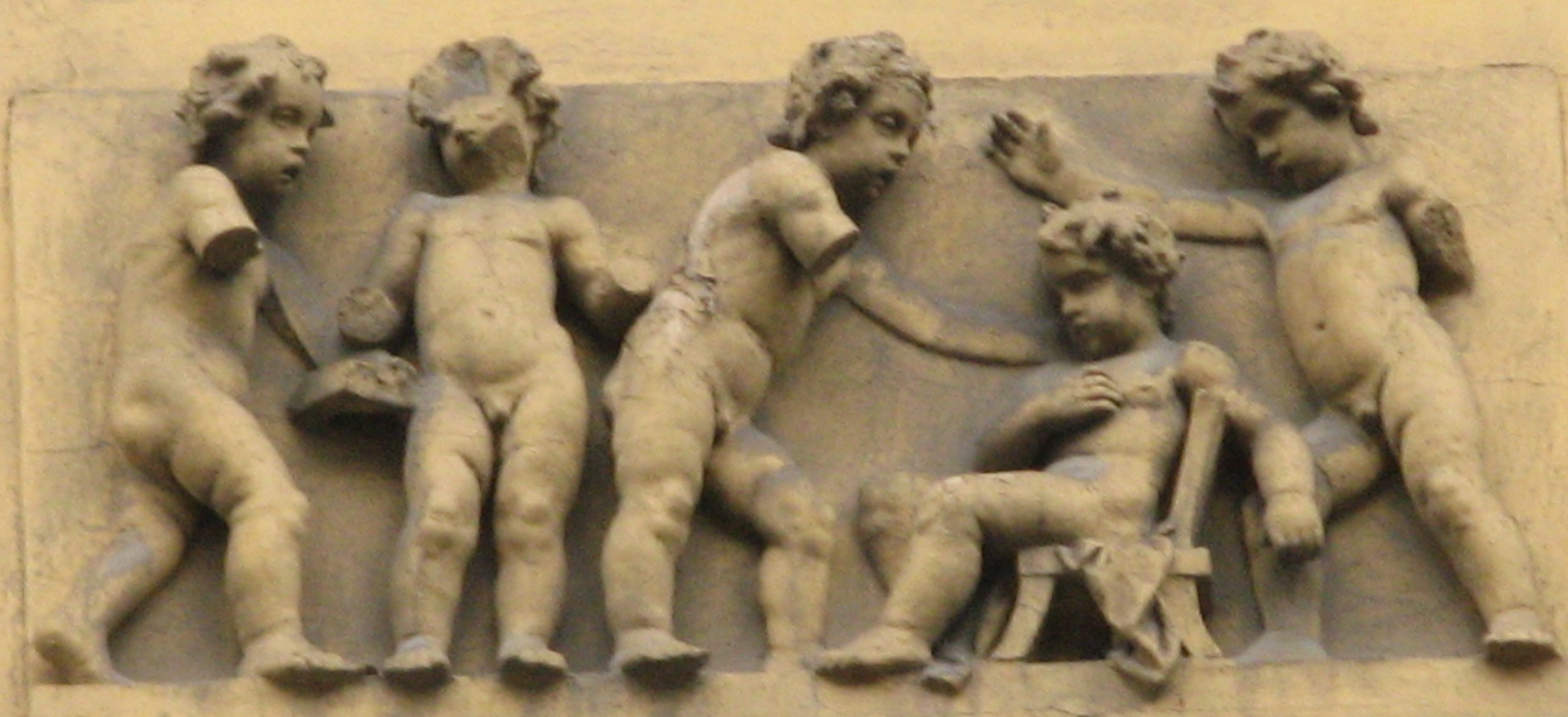
Dekor am Haus Wiedner Hauptstraße 14

Das Gebäude wurde 1898 nach Plänen des Architekten Ludwig Baumann errichtet. Der reiche secessionistische Dekor mit Puttenreliefs stammt von Matscheko und Schrödl. Im Haus befindet sich eine traditionsreiche Apotheke, die bereits 1708 gegründet wurde und die älteste Apotheke auf der Wieden ist. Ein modernes Mosaik mit dem Symbol der Heiligen Dreifaltigkeit ziert die Fassade.

### Nr. 15–17: Habig-Hof
1896/1897 wurden vom Architekten Heinrich Adam mehrere ältere Gebäude zu einem monumentalen palaisartigen Doppelmiethaus zusammengefasst und im späthistoristischen Stil neu fassadiert. Das Gebäude erhielt nach dem Besitzer, der Hutfabrik P. & C. Habig, den Namen Habig-Hof. Das ehemalige Verkaufslokal der Firma ist erhalten und besitzt noch das historische Geschäftsportal und die Einrichtung. Dahinter befindet sich ein Rücktrakt mit barockisierendem Dekor und einem Madonnenrelief. Auf dem Areal der Hutfabrik Habig befindet sich der 1995 errichtete Ausstellungsbau der Generali Foundation.
Im Haus wohnte lange Jahre der Volksschauspieler Fritz Imhoff, an den eine Gedenktafel erinnert.

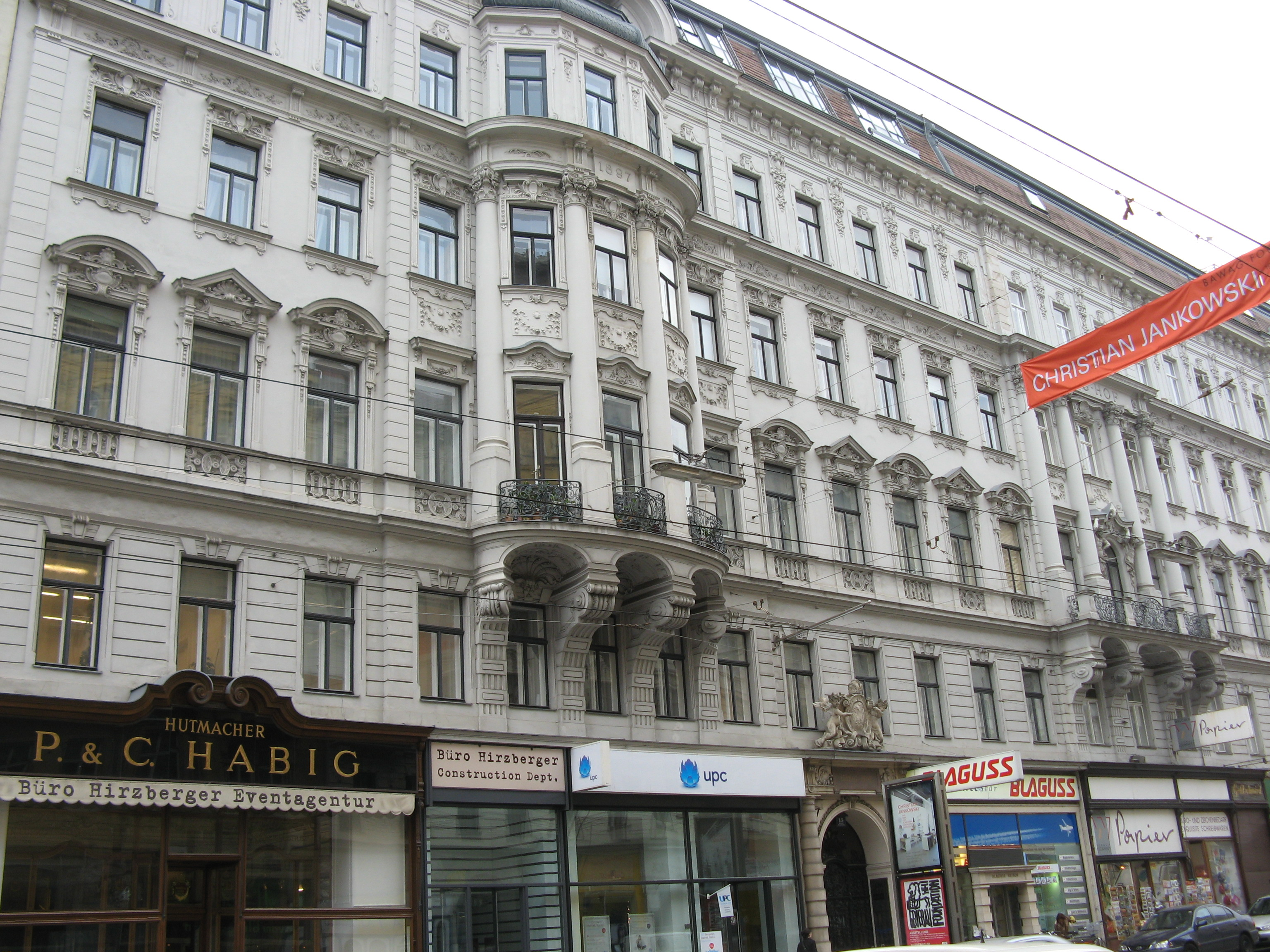
Nr. 15–17: Habig-Hof
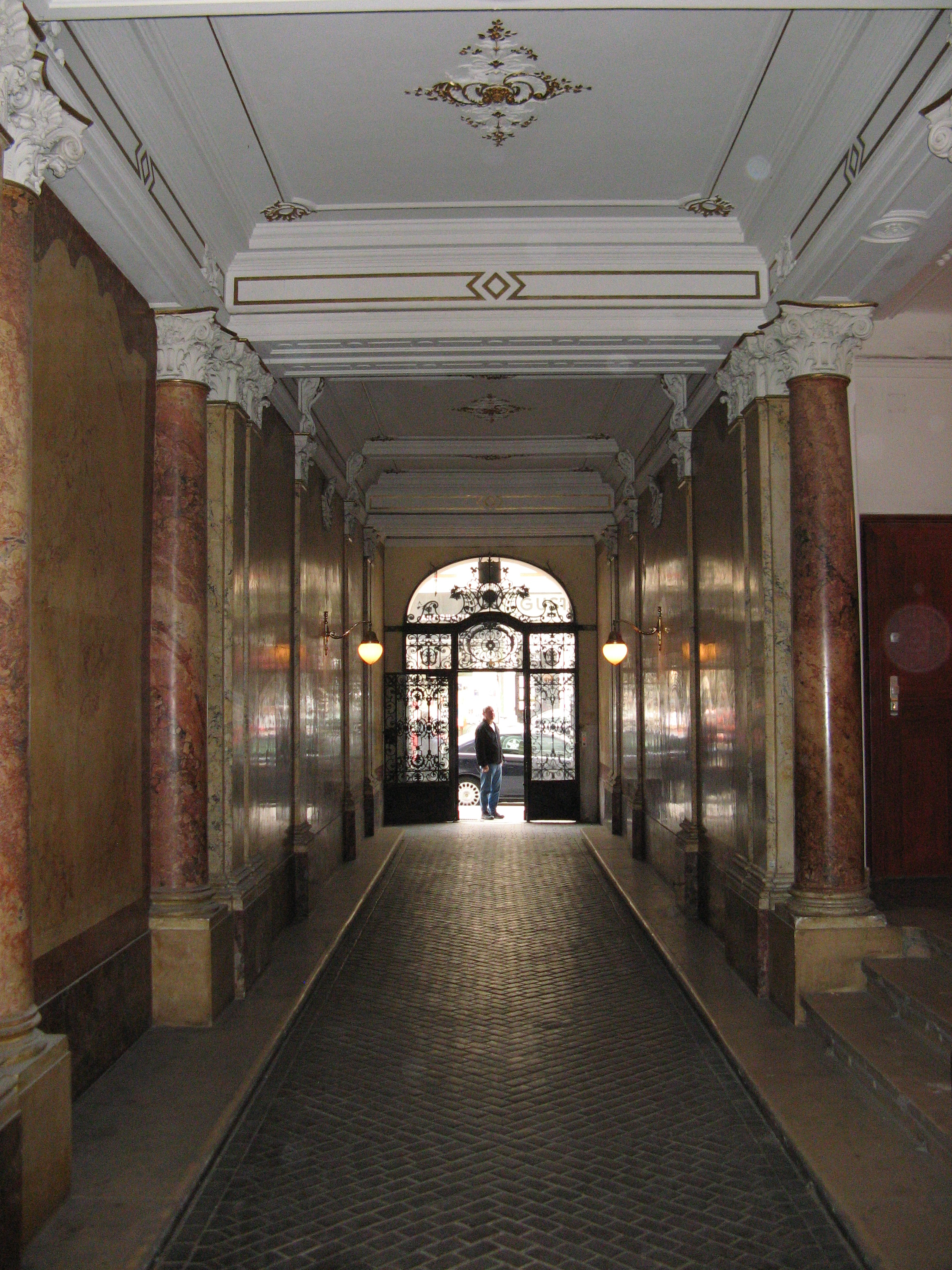
Habig-Hof, Stiegenhaus

### Nr. 18–20: späthistoristisches Eckhaus
Das Haus wurde 1894 nach Plänen von Carl Holzmann erbaut und besitzt reichen barockisierenden Dekor und eine markante Eckkuppel.

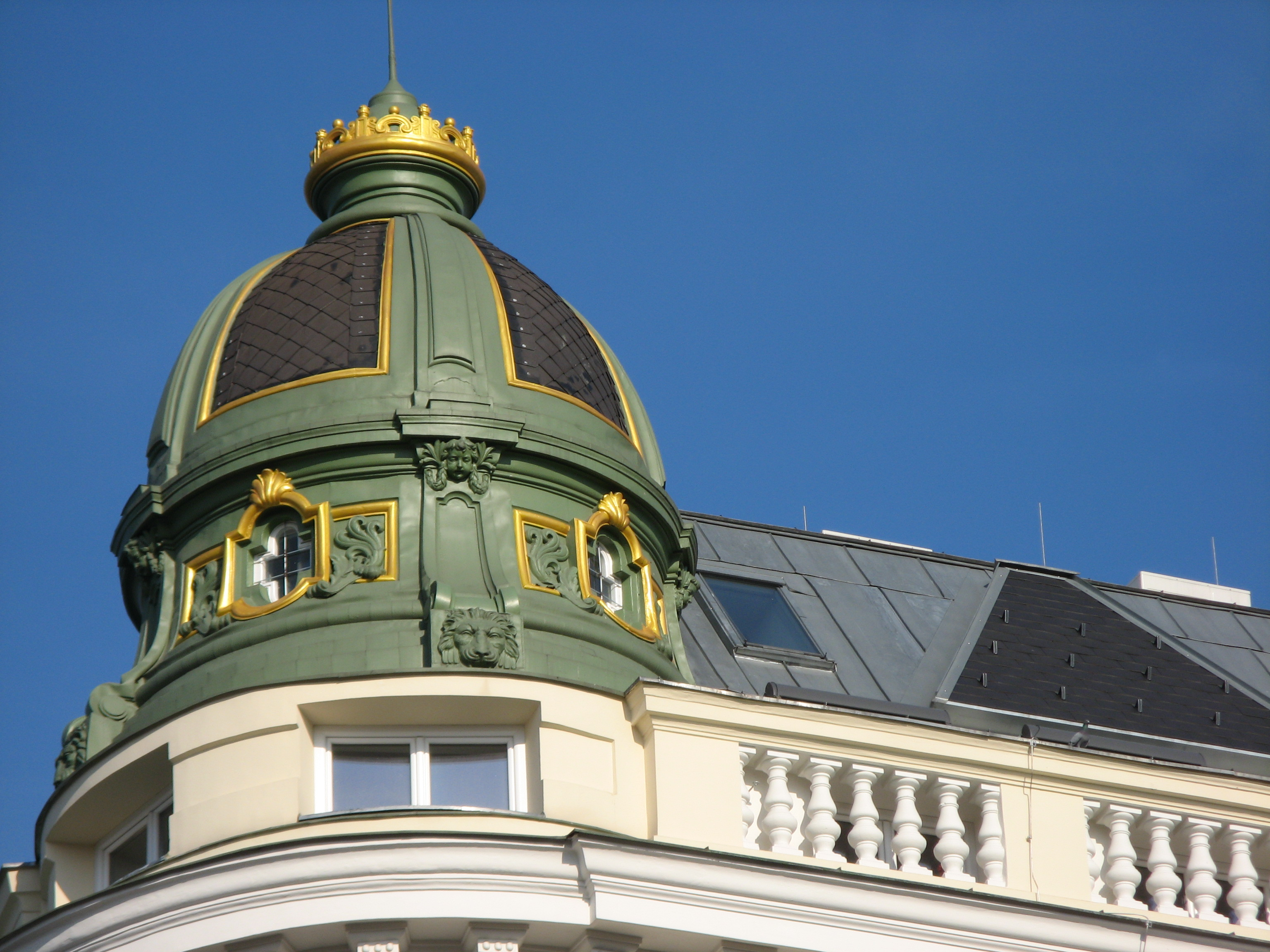
Kuppel am Haus Wiedner Hauptstraße 18–20
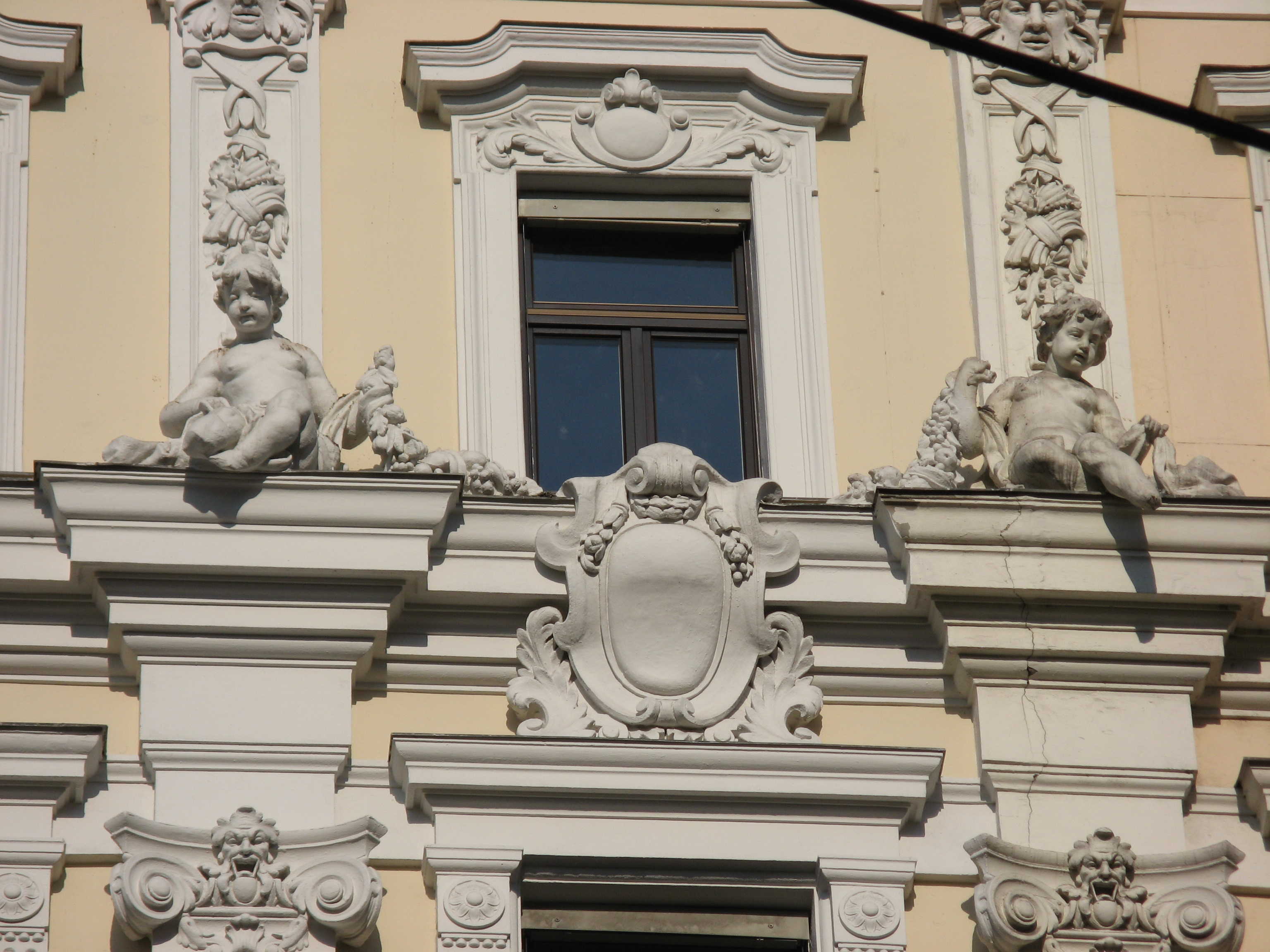
Dekor am Haus Wiedner Hauptstraße 18–20

### Nr. 19: Zum rothen Rössel
Das Haus Zum rothen Rössel an der Abzweigung der Favoritenstraße und an der dortigen platzartigen Erweiterung wurde 1838 von Franz Xaver Lössl erbaut. Das frühhistoristische Zinshaus war ursprünglich eine Pensionsgesellschaft der bildenden Künstler.

### Paulanerkirche

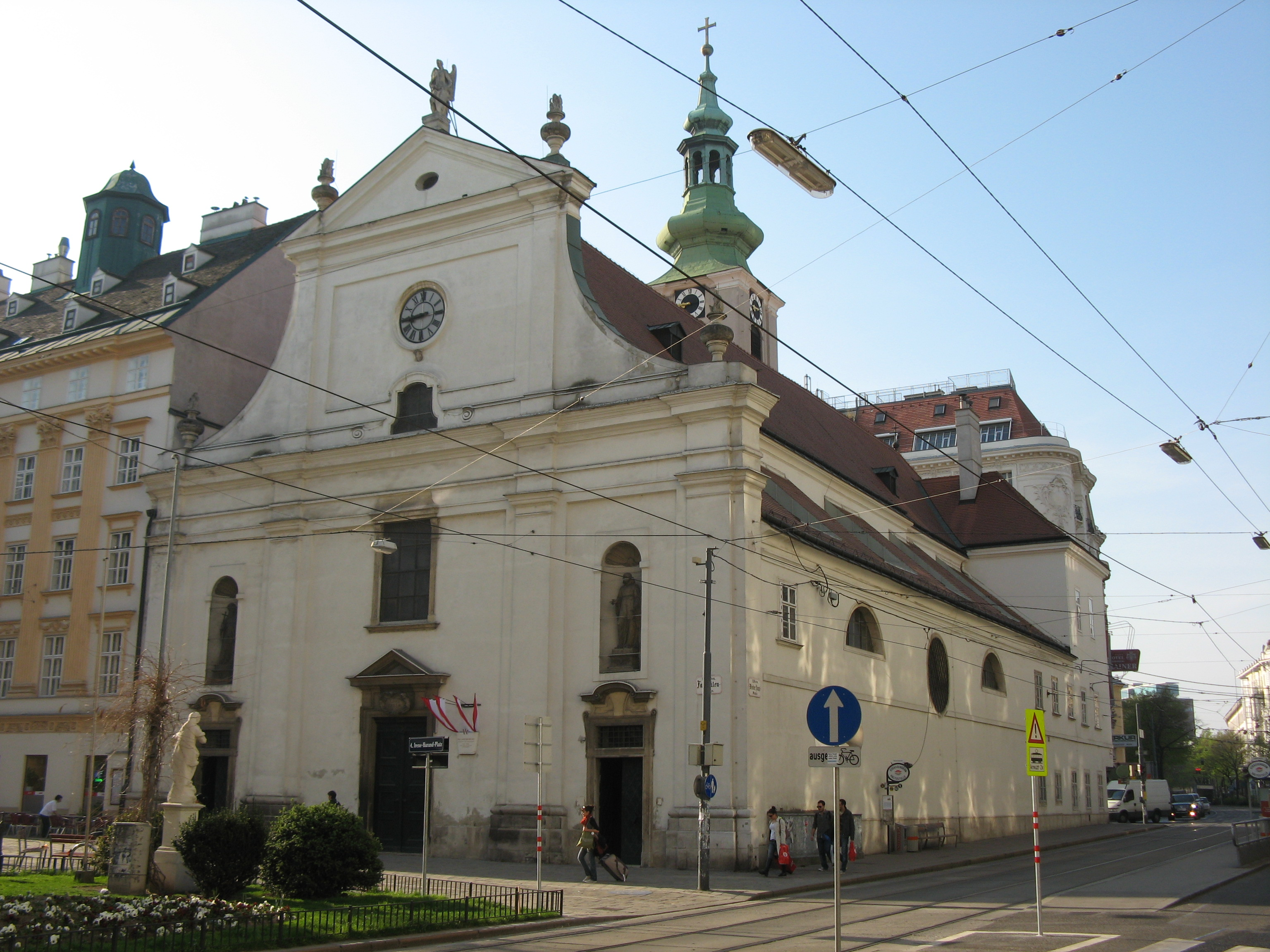
Paulanerkirche

Die katholische Pfarrkirche zu den Heiligen Schutzengeln ist allgemein als Paulanerkirche bekannt. Sie wurde zur Bekämpfung der Reformation im Zuge der von Kardinal Melchior Khlesl eingeleiteten Klosteroffensive erstmals in den Jahren 1627–1655 vom Orden der Paulaner errichtet, die 1624 von den Niederlanden nach Wien berufen worden waren. Der Standort befindet sich an einer alten, historischen Weggabelung (Wiedner Hauptstraße/Favoritenstraße). Nachdem die Kirche während der Zweiten Türkenbelagerung 1683 zerstört worden war, wurde sie bis 1686 wieder neu aufgebaut. Der Turm folgte erst 1717. Die anschließenden Klostergebäude wurden bis auf Reste (der heutige Pfarrhof) 1797/1798 abgetragen, nachdem der Paulanerorden 1783 aufgehoben worden war.
Die Paulanerkirche besitzt eine schlichte frühbarocke Fassade nach italienischem Vorbild, die nach Norden, also Richtung Stadtzentrum, ausgerichtet ist. Der basilikale Innenraum ist mit bedeutenden Kunstwerken ausgestattet. Das Bild der Schutzengel am Hochaltar stammt von Josef von Hempel (1844), an den Seitenaltären befinden sich eine Immaculata von Leopold Kupelwieser (1844), eine Kreuzaufrichtung von Johann Michael Rottmayr (um 1700), Die Wunder des heiligen Franz de Paula von Ignaz Bendl (um 1700) und mehrere anonyme Werke aus dem 18. Jahrhundert. In der Kirche wird auch ein Gemälde von Paul Troger verwahrt, das den Heiligen Andreas darstellt.
Auf dem kleinen Platz vor der Kirche stand ursprünglich der Schutzengelbrunnen, der 1963 auf den nahe gelegenen Rilkeplatz transferiert wurde, wo er den im Zweiten Weltkrieg zerstörten Rainerbrunnen ersetzte.

### Nr. 23–25: Rainer-Hof
Das ehemalige Hotel Carlton wurde 1911/1912 nach Plänen von Rudolf Erdös erbaut. Später wurde daraus das Hotel Rainerhof, dann das Hotel Papageno. Das Eckgebäude besitzt secessionistische Formen mit Rokokoelementen.

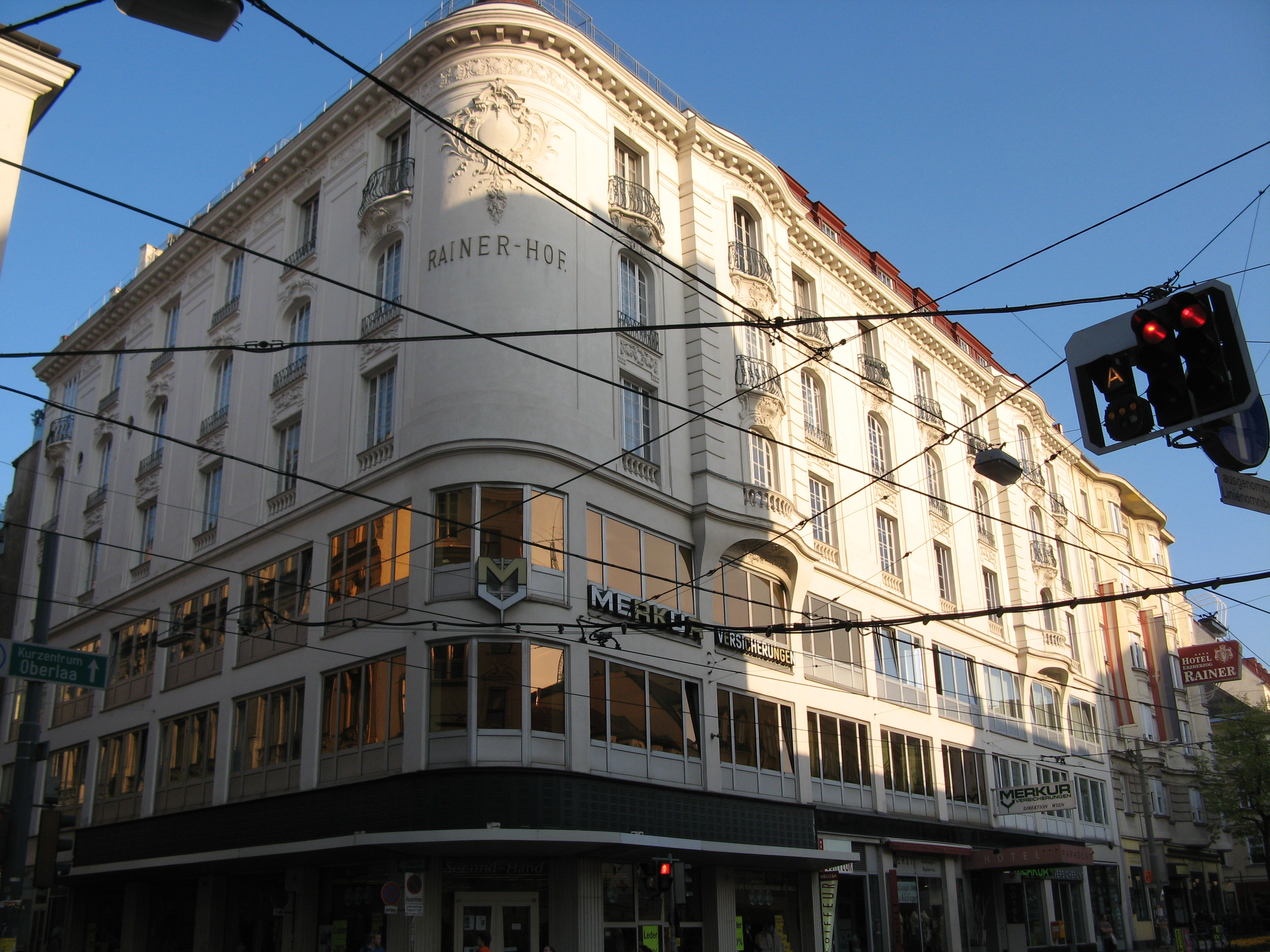
Nr. 23–25: Rainer-Hof
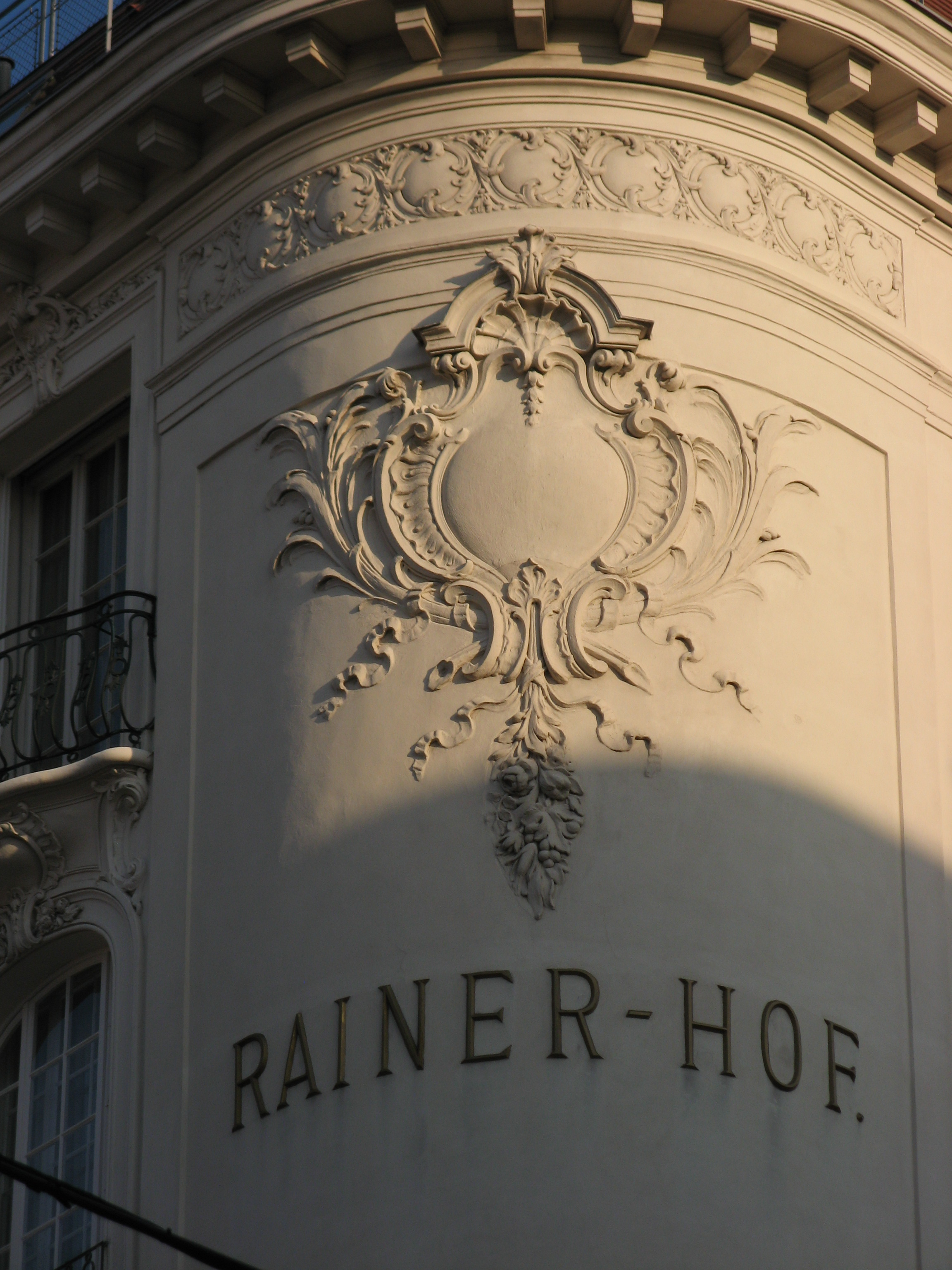
Rainer-Hof, Detail

### Nr. 27–29: Hotel Erzherzog Rainer

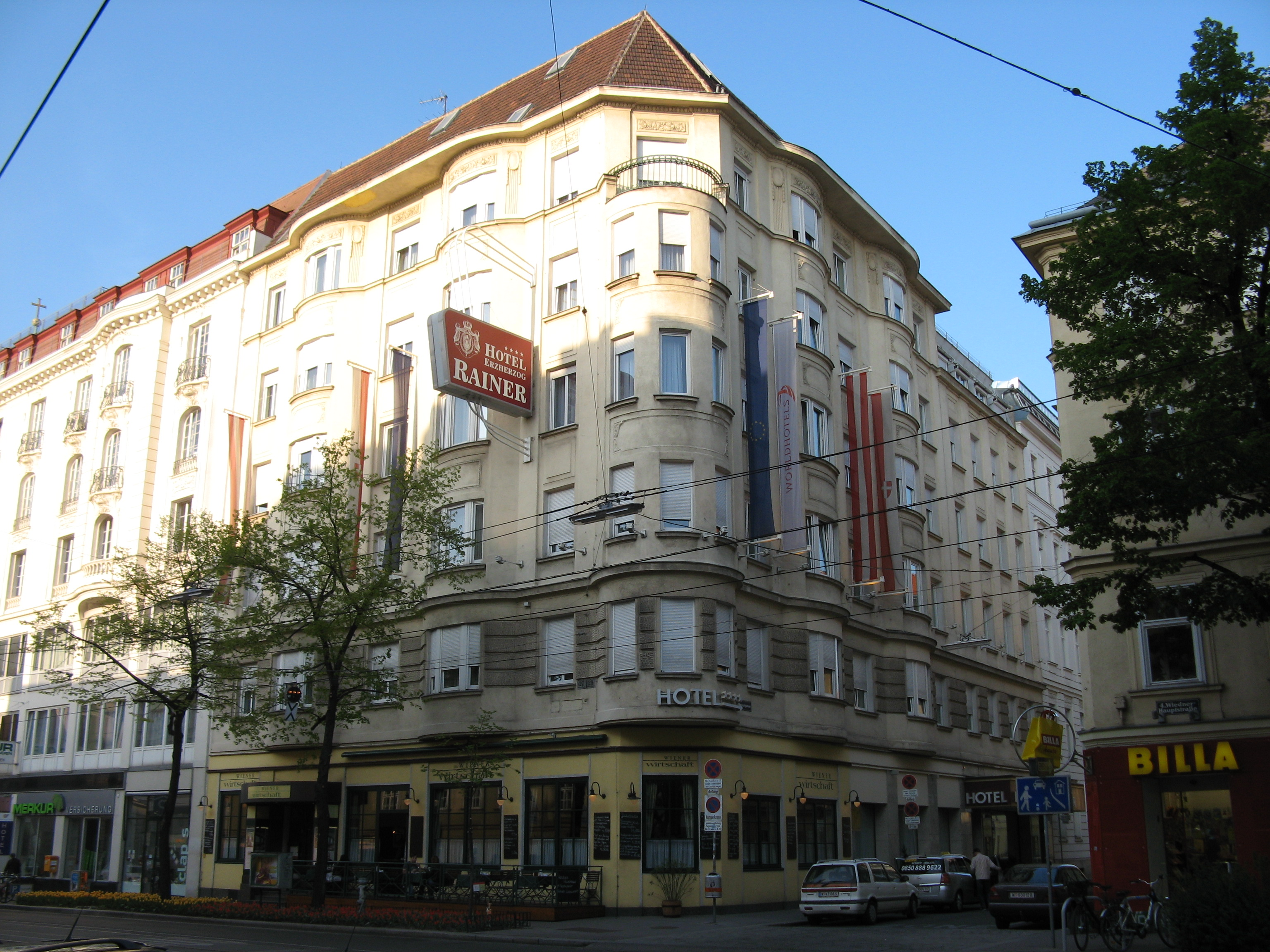
Wiedner Hauptstraße 27–29, Hotel „Erzherzog Rainer“

Das ehemalige Hotel Mozarthof, seit 1913 Hotel Erzherzog Rainer, wurde 1912 ursprünglich als Wohn- und Bürohaus errichtet und bildet mit dem benachbarten Rainer-Hof eine architektonische Einheit. Im Vorgängerbau auf Nr. 27 starb der Wiedner Kommunalpolitiker und Wohltäter Josef Treitl.

### Nr. 30: Zum Erzherzog Karl
Das Bürgerhaus wurde in der zweiten Hälfte des 18. Jahrhunderts erbaut. Charakteristisch ist sein Eckerker mit Zwiebelhelm.

### Nr. 32: Blutspendezentrale des Roten Kreuzes

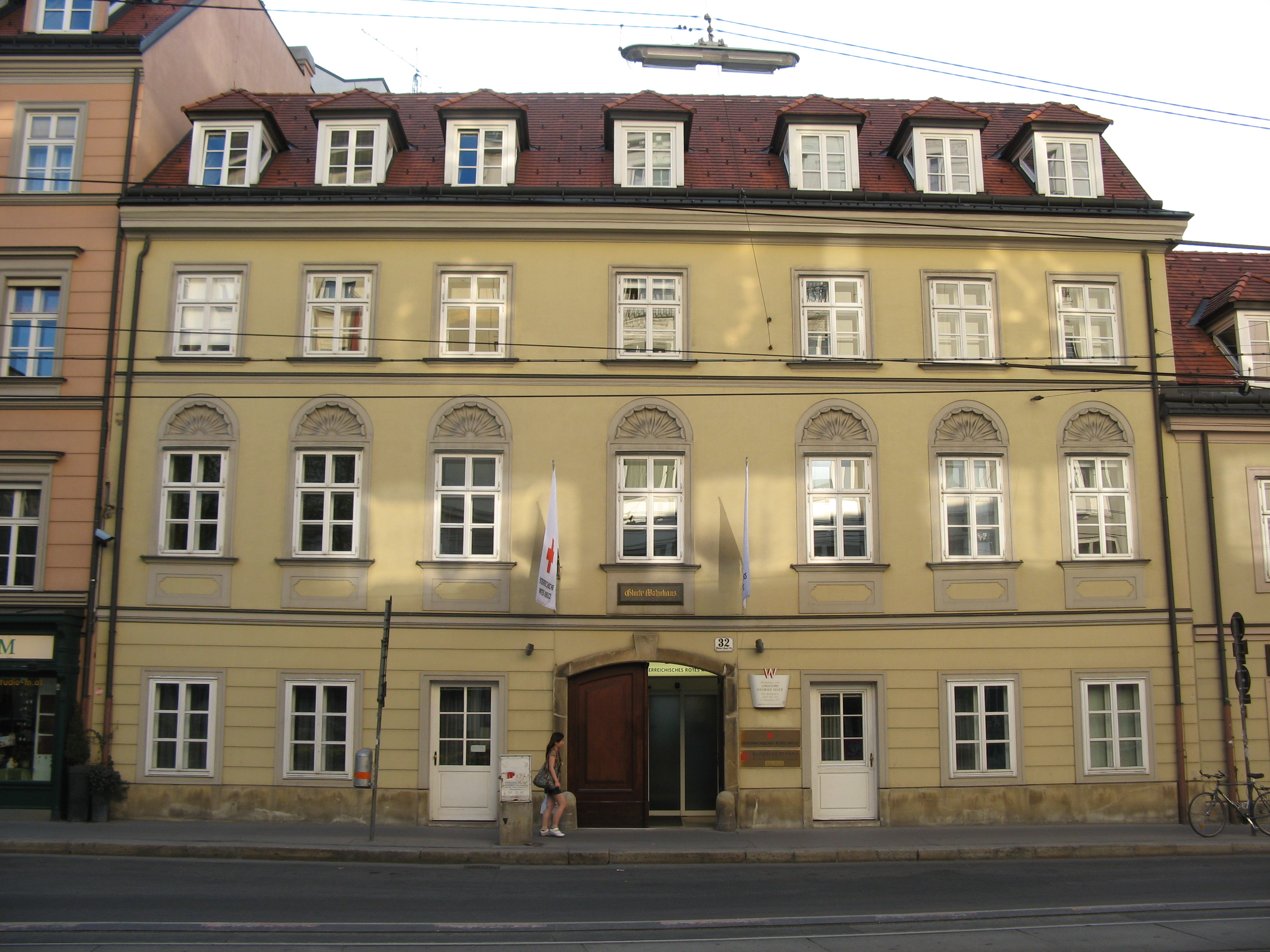
Nr. 32: Wohnhaus von Christoph Willibald Gluck

Das zweistöckige Bürgerhaus Zum silbernen Löwen stammt ebenfalls aus der zweiten Hälfte des 18. Jahrhunderts. Es besitzt eine schlichte, aber gut proportionierte Fassade. Hier wohnte seit 1752 der bedeutende Komponist Christoph Willibald Gluck. Er war seit 1784 auch Besitzer des Hauses und starb hier am 15. November 1787. Eine Gedenktafel wurde in den 1830er Jahren vom damaligen Hausbesitzer Franz Freiherr von Werner gestiftet, die denkmalgeschützt ist. Heute befindet sich in dem Gebäude die Blutspendezentrale des Roten Kreuzes.

### Nr. 34: Zu den drei Rösseln
Das Bürgerhaus wurde Ende des 18. Jahrhunderts errichtet und besitzt alte Bausubstanz. Es hieß ursprünglich Gnadengreißlerhaus, weil hier ein Greißler war, der sein Gewerbe gnadenhalber ausüben durfte. Heute befindet sich darin die Firma Alois Frimmel, auch Wiener Knopfkönig genannt.

### Nr. 36 und Vicki-Baum-Platz
Das dreistöckige Bürgerhaus Zu den zwei goldenen Löwen wurde 1838 von Anton Hoppe im frühhistoristischen Stil erbaut. Im Stiegenhaus befindet sich eine überlebensgroße weibliche Kalksteinfigur aus dem zweiten Viertel des 19. Jahrhunderts und ein Kandelaber in Empireformen. In der Einfahrt wurde 1950 ein Wandbrunnen mit Delfin angebracht. Im Hof des Gebäudes steht eine gotische Muttergottesfigur mit Kind aus der ersten Hälfte des 14. Jahrhunderts, deren Köpfe von Franz Barwig dem Jüngeren ergänzt wurden. Im Haus wohnte 1890/91 der finnische Komponist Jean Sibelius. Die an das Eckhaus anschließende Kreuzung bei der Einmündung der Waaggasse wurde 1999 nach der Autorin Vicki Baum benannt.

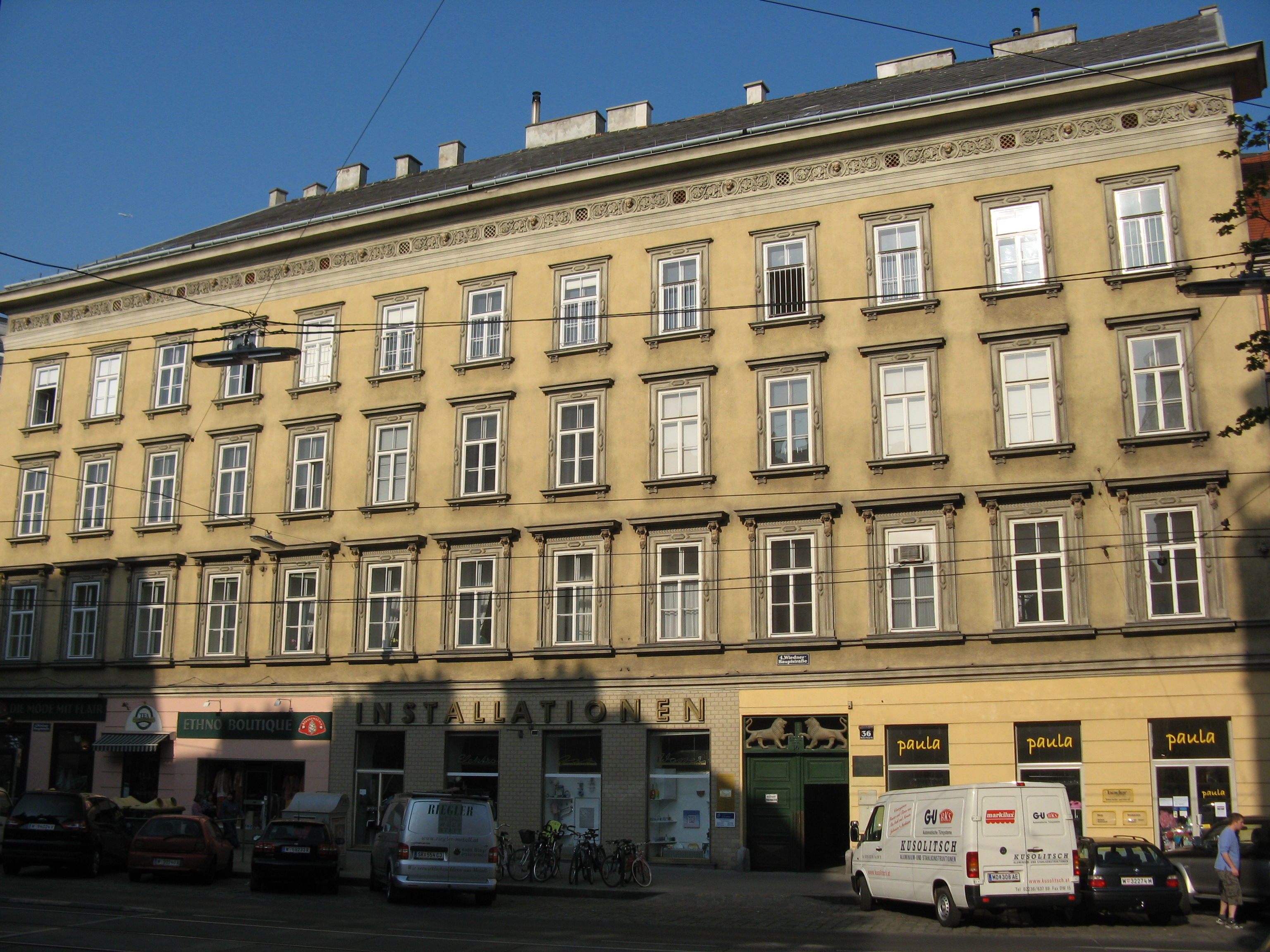
Nr. 36: Zu den zwei goldenen Löwen
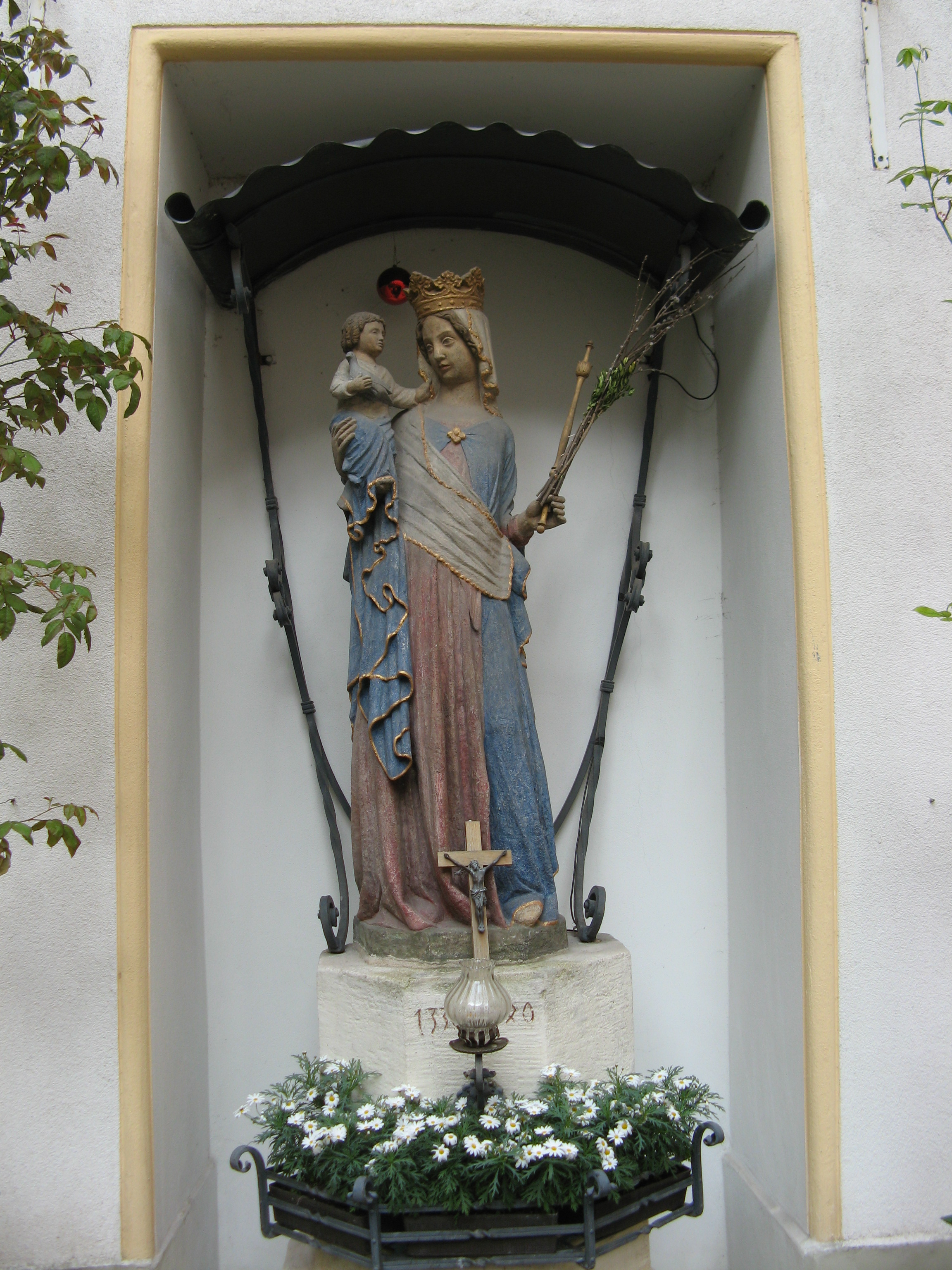
Nr. 36: Gotische Madonna um 1330

### Nr. 37
Das alte Paulaner-Zinshaus wurde 1843 von A. Grimm auf dem Grund des Paulanerklosters errichtet. Es handelt sich um ein Durchhaus mit gut gegliederter Fassade und vier Höfen, in das ein älteres klassizistisches Portal aus dem Jahr 1775 miteinbezogen wurde.

### Nr. 40–42: Zur goldenen Kugel

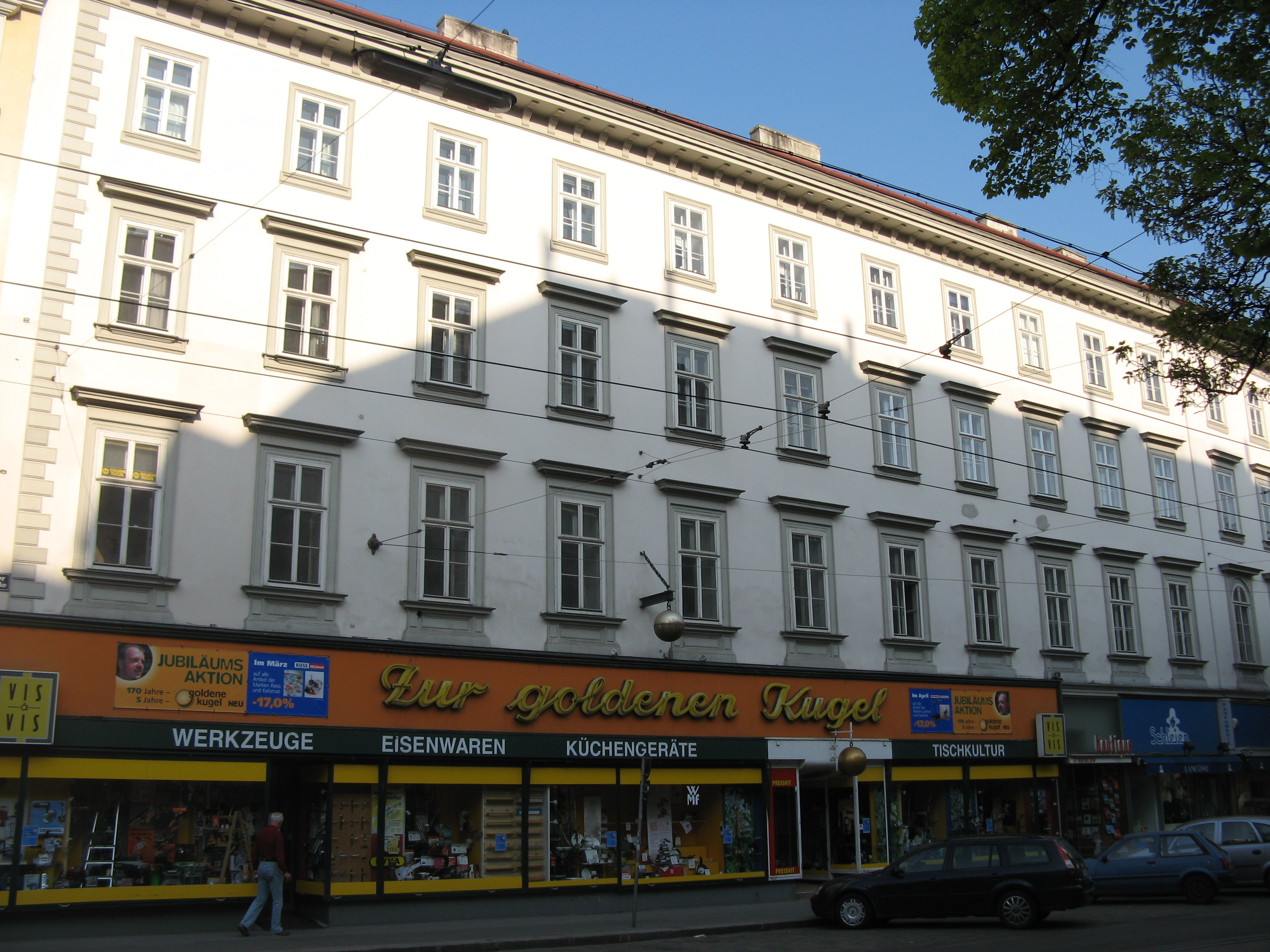
Nr. 40–42: Zur goldenen Kugel

Das große Haus aus dem Jahr 1838 stammt von Carl Högl und Franz Xaver Lössl. Es ist ein gutes Beispiel für die Nutzarchitektur des vormärzlichen Wien, die zur Ausbildung des städtischen Zinshauses führte. Der Vorgängerbau befand sich im Besitz des Arztes und Kunstsammlers Stephan Steiger.

### Nr. 44: Zum Ritter Sankt Georg
Das Haus stammt aus der zweiten Hälfte des 18. Jahrhunderts. Darauf befinden sich sechs Sgraffiti (bezeichnet L. J. Gaspar) mit Darstellungen zur Bezirksgeschichte und zu Sagen von der Wieden. Sie zeigen den Klagbaum mit dem Wappen von Hungelbrunn, die Sage von der tapferen Elisabeth mit dem Wappen des Schaumburgergrundes, den Laßlaturm mit dem Wappen von Wieden, die Sage vom Bärenkampf mit der Schleifmühle, die Türkennot und die Zauberflöte.

### Nr. 46
Das späthistoristische Zinshaus wurde 1895 von den Architekten Ferdinand Fellner der Jüngere und Hermann Helmer errichtet, die einige Jahre vorher das Volkstheater gestaltet hatten. Die palaisartige Fassade besitzt Formen der Neorenaissance und eine auffällige Einfahrt.

### Nr. 50: Albert Lortzing
Das Biedermeier-Zinshaus aus dem Jahr 1834 von Georg Schiemann besitzt eine klassizistische Fassade, die an der Wiedner Hauptstraße von einem Dreiecksgiebel überhöht wird. Am Haus befindet sich eine Gedenktafel für den Komponisten Albert Lortzing, der hier von 1846 bis 1848 wohnte, sowie ein Eckrelief von Franz Barwig dem Jüngeren aus dem Jahr 1950, das auf die Oper Der Waffenschmied von Lortzing Bezug nimmt. Im Stiegenaufgang findet man ein Glasfenster von Remigius Geyling (nach 1900) und in den seitlichen Stiegenhäusern Reliefs und Skulpturen.

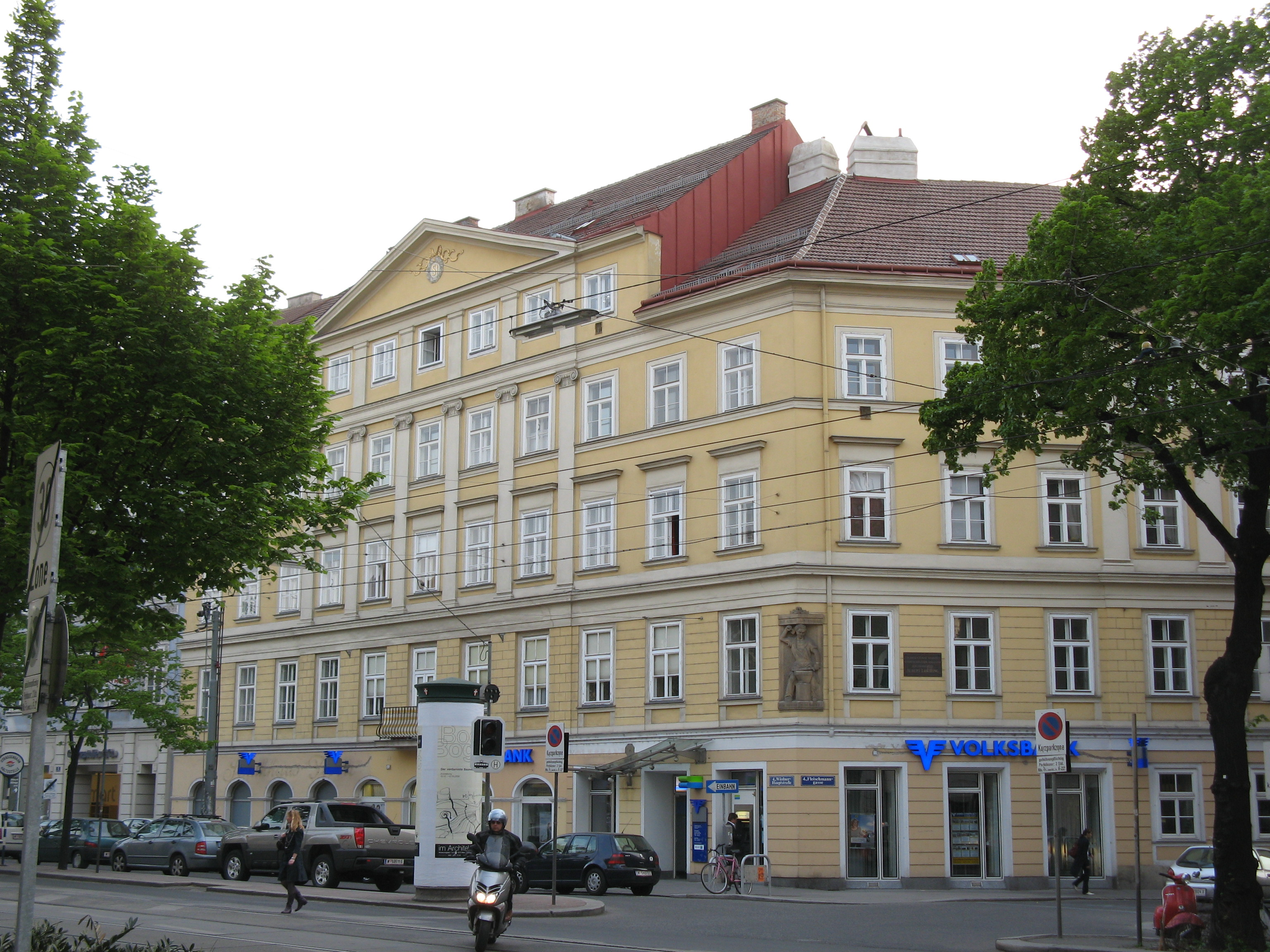
Nr. 50: Wohnhaus von Albert Lortzing
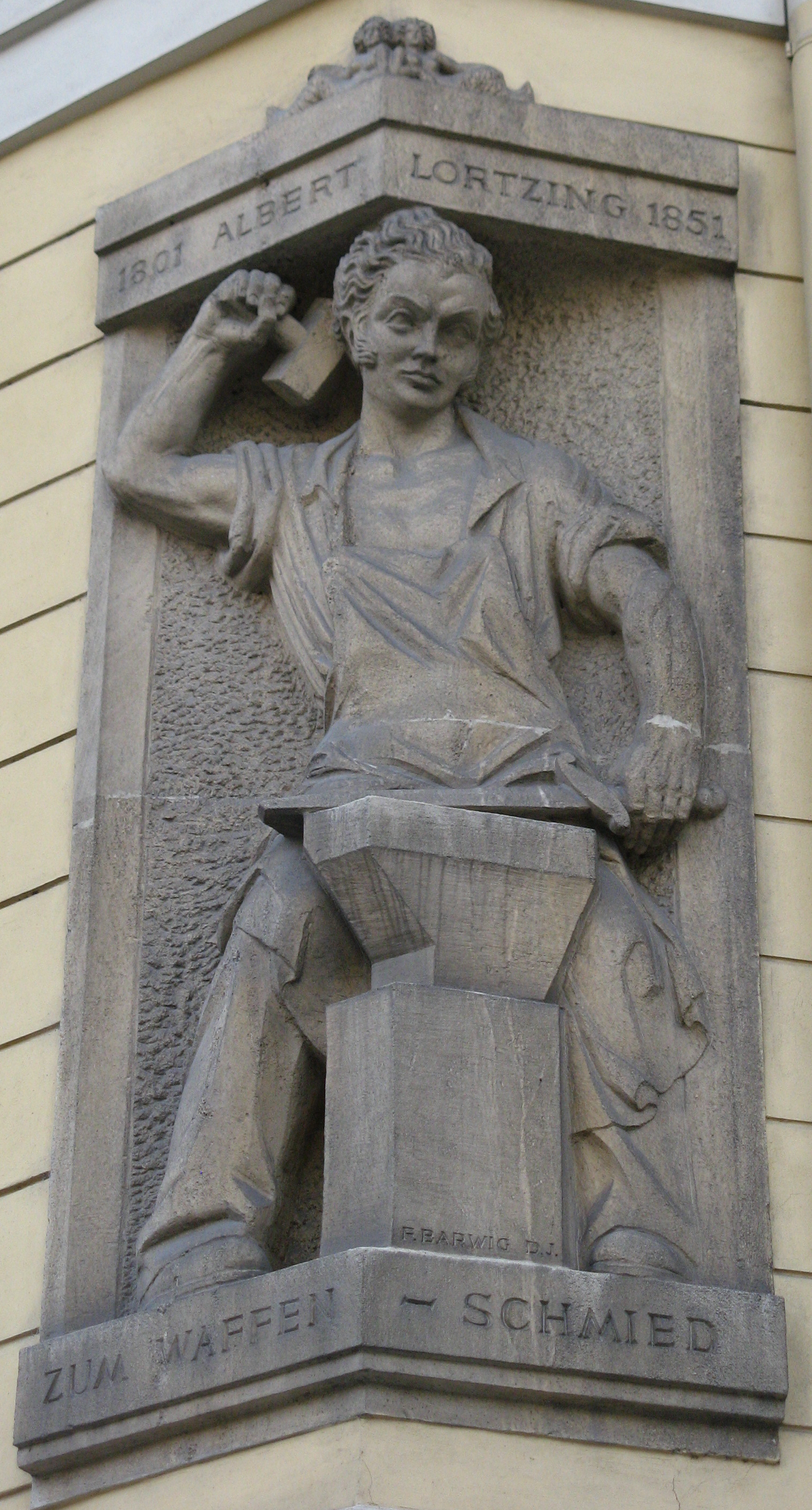
Nr. 50: Relief „Waffenschmied“ von Franz Barwig dem Jüngeren

### Nr. 51: Zum grünen Kranz
Das Haus wurde 1824 von Baumeister Alois Hildwein errichtet und 1837 von Anton Hoppe aufgestockt. Es ist an der Wiedner Hauptstraße zweistöckig, zur Mayerhofgasse hin einstöckig. Es ist das Beispiel eines Biedermeier-Pawlatschenhauses.

### Nr. 52: Zur grünen Weintraube
Das ehemalige Hotel wurde 1846/1847 von Franz Reumann errichtet. Es ist ein frühes Beispiel für eine frühhistoristische Fassade. Das Restaurant Zur grünen Weintraube war sehr traditionsreich und bestand von 1732 bis 1970. Es war die größte Gastronomie auf der Wieden.

### Nr. 55 mit Café Wortner
An der Abzweigung der Schaumburgergasse liegt das städtebaulich markant gelegene Karoline Ottische Stiftungshaus an einem kleinen Platz. Das Gebäude wurde 1814 erbaut und 1841 bzw. 1846 von Franz Reumann verändert, sodass die Fassade frühhistoristisch erscheint. Das Café Wortner besteht seit 1880.
Vor dem Café steht der Engelbrunnen, der 1893 vom Bildhauer Anton Paul Wagner geschaffen wurde. Der Name stammt vom Stifter des Brunnens, Viktor von Engel. Dargestellt wird die Sage von der tapferen Elisabeth, einer Müllerstochter, die im 15. Jahrhundert den Räuber Hans Aufschwing und seinen Komplizen, den Wirt der Teufelsmühle, unschädlich machte. Die Figuren sind in Bronzeguss ausgeführt.

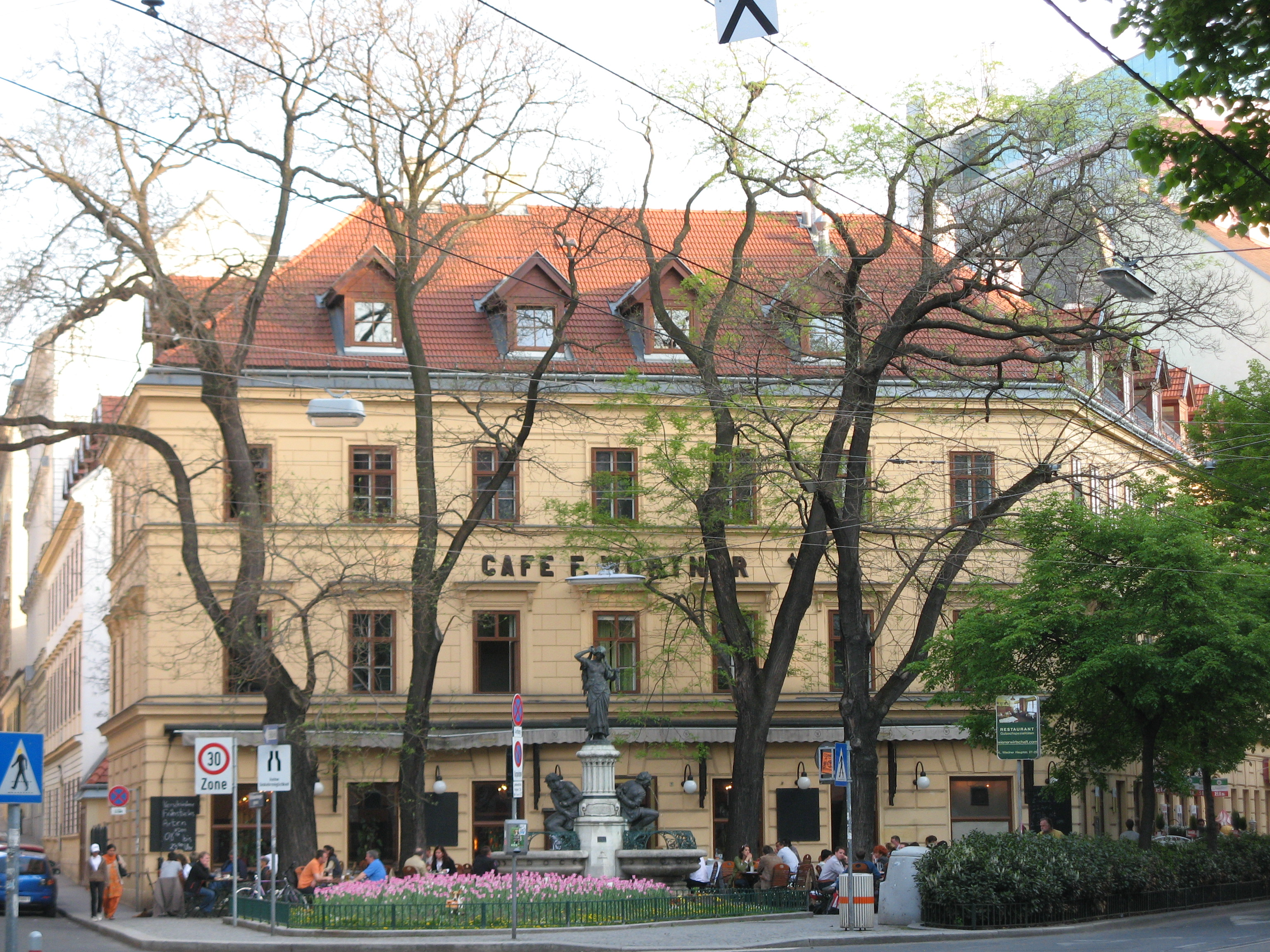
Nr. 55: Cafe Wortner
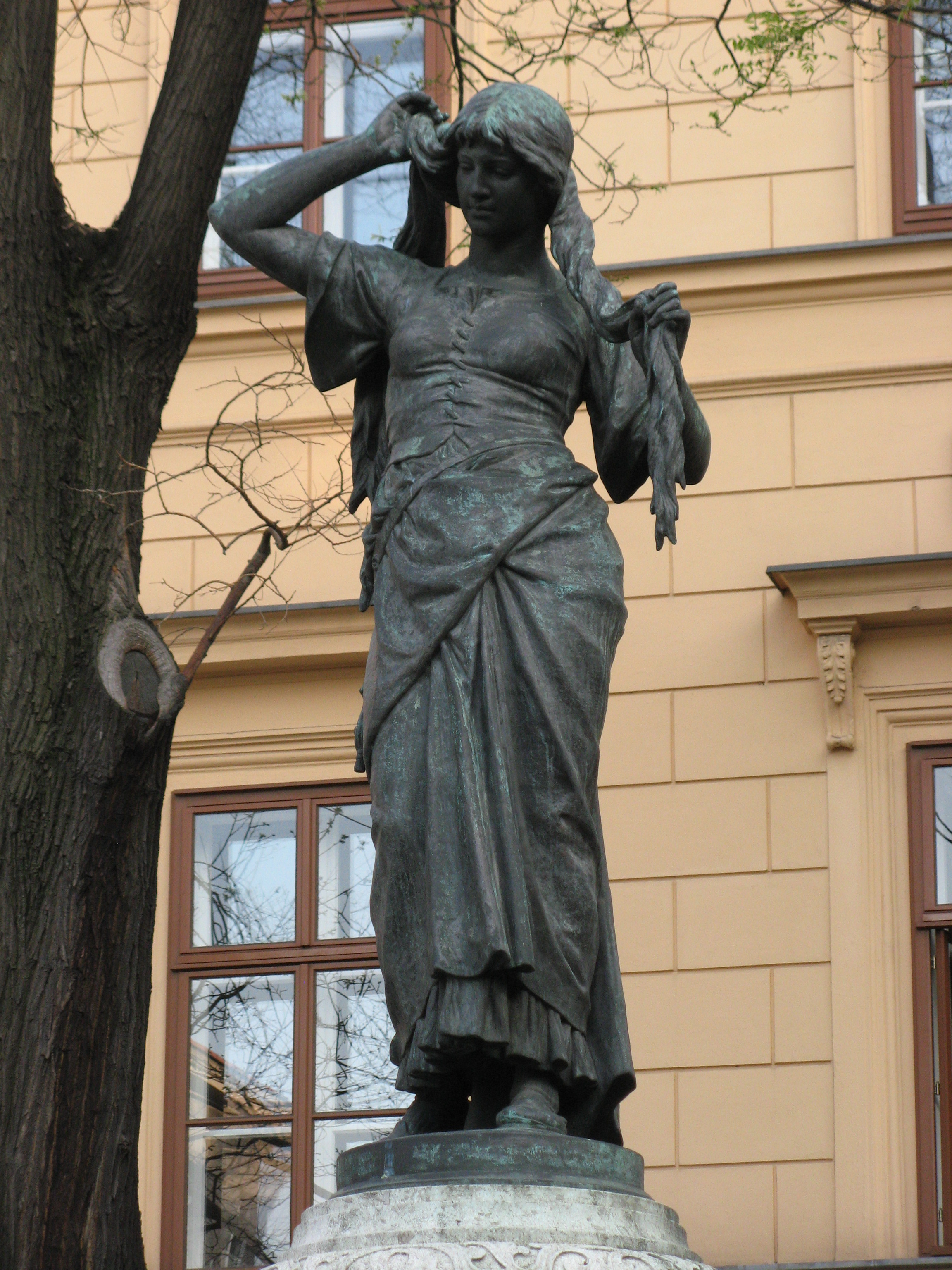
Engelbrunnen

### Nr. 60, 60 A, 60 B, 62: Abgebranntes Haus
Die Häuser stammen aus der ersten Hälfte des 19. Jahrhunderts und wurden anstelle einer großen Wohnsiedlung für Arme errichtet. Das Haus Nr. 62 ist ein kleines Vorstadtbürgerhaus mit Pawlatschenhof. Im Haus Nr. 60 wurde der Bildhauer Joseph Boehm geboren, an den eine Gedenktafel erinnert.

#### Nr. 60 B

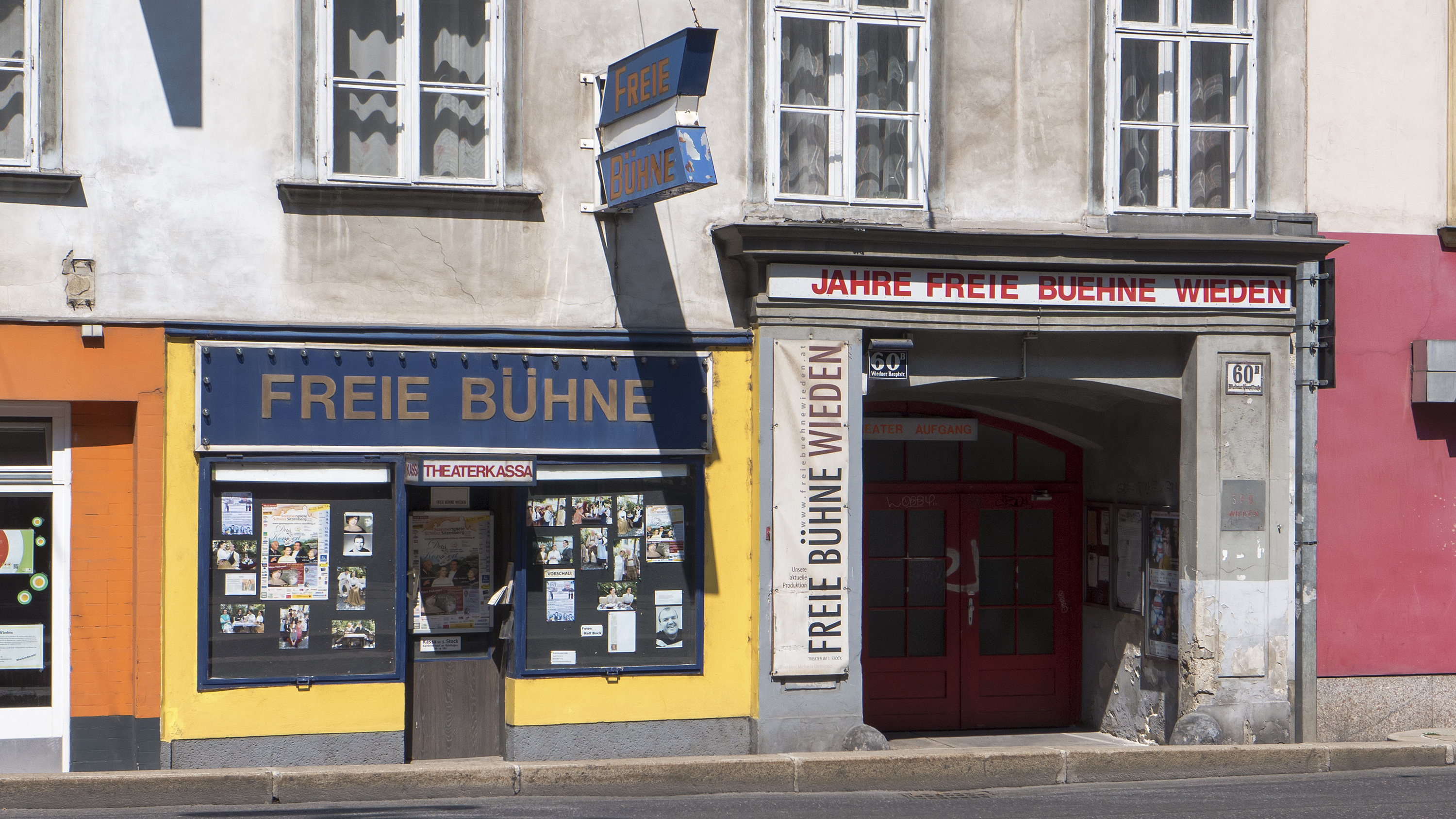
Nr. 60b: Freie Bühne Wieden

Das Haus 60 B wurde hingegen schon in der zweiten Hälfte des 18. Jahrhunderts erbaut und ist wahrscheinlich der noch erhaltene Hoftrakt der Villa Wiesenthal. Hier sind die gewölbten Gänge, das Stiegenhaus und die lisenengegliederte Fassade beachtenswert. Heute befindet sich im Haus die Freie Bühne Wieden.

### Nr. 63: Wirtschaftskammer Österreich
Hier befand sich das Palais Erzherzog Rainer, das nach leichten Kriegsschäden und Nutzung durch die sowjetische Besatzungsmacht samt seiner denkmalgeschützten Reitschule zu Ende der 1950er Jahre abgerissen wurde. Das aktuelle Gebäude wurde zunächst als Zentrale des österreichischen Reifenkonzerns Semperit errichtet. Heute befindet sich am Standort (eigentlich Schönburgstraße 1) die Zentrale der Wirtschaftskammer Österreich.

### Nr. 64: Heimatstil
Das hochaufragende Eckhaus an der Klagbaumgasse wurde 1912/13 von Arthur Baron erbaut. Es ist in Formen des Heimatstils gestaltet und besitzt Dekor in der Art der Wiener Werkstätte. Ins Auge fallen vor allem die originellen Balkone. Im Haus wohnte von 1913 bis 1934 der Architekt Josef Frank, an den eine Gedenktafel erinnert. Hier befand sich auch das Schönburgkino.
An Stelle dieses Hauses befand sich seit dem Mittelalter das Siechenhaus zum Klagbaum. Es wurde 1267 als Heimstätte für Aussätzige gegründet und bestand mit Unterbrechungen bis 1786/1787, als es als nicht mehr zeitgemäß durch Kaiser Joseph II. aufgehoben und anschließend abgebrochen wurde. An der Seitenfront zur Wiedner Hauptstraße befand sich hier auch eine dazugehörige kleine Kirche. Der Name Klagbaum wurde auf eine Sage zurückgeführt, nach der an dieser Stelle ein Baum gestanden sein soll, der als Warnung vor Unglück und Not klagende Geräusche von sich gegeben haben soll. In Wirklichkeit bezieht sich Klagbaum aber auf das Bild des Gekreuzigten mit den weinenden Frauen darunter, das als Klagbaum bezeichnet wurde.

### Nr. 65: Frühwerk von Otto Wagner
Das 1875/1876 erbaute Haus ist ein Frühwerk von Otto Wagner, das noch ganz dem strengen Historismus verhaftet ist.

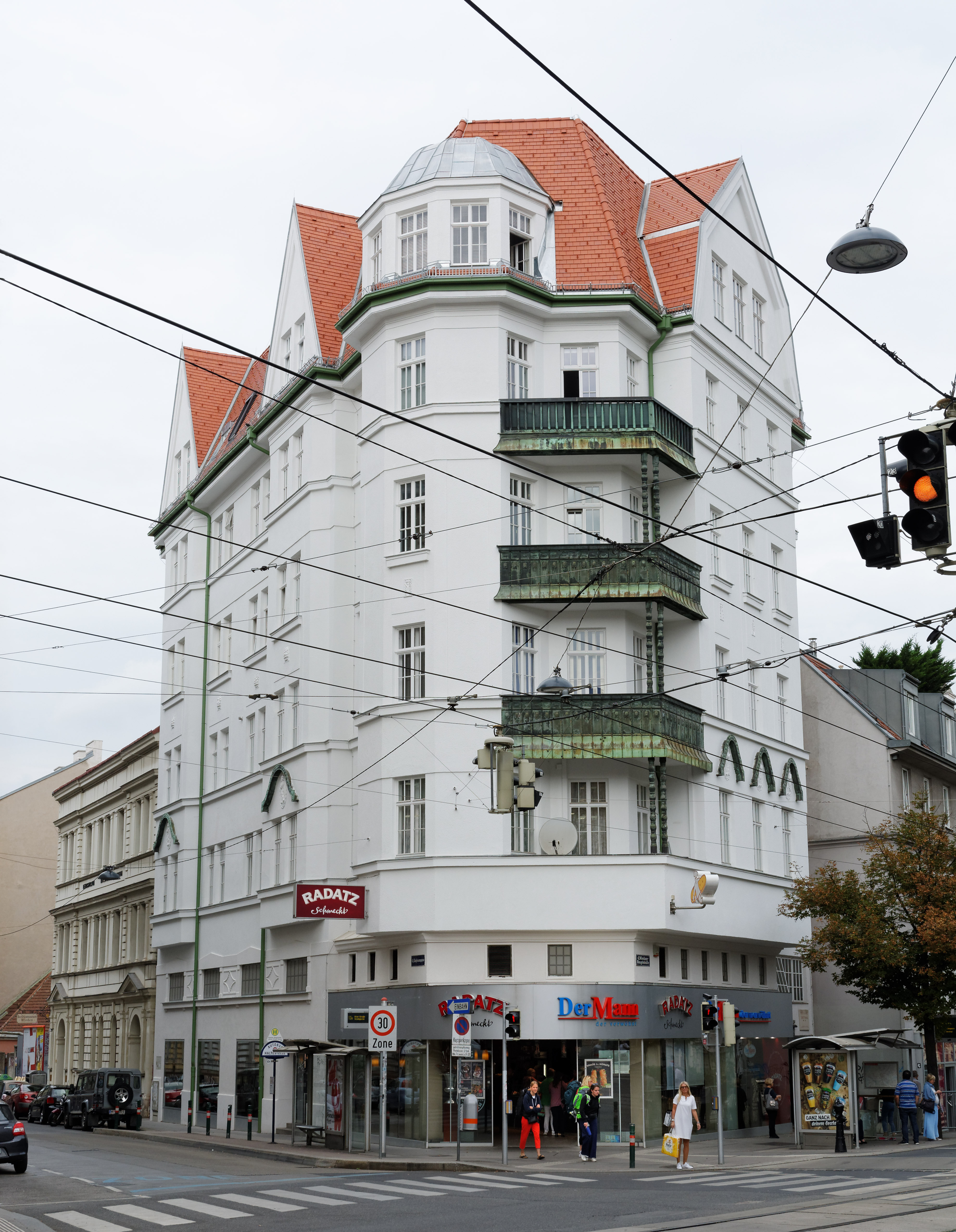
Nr. 64: Wohnhaus von Josef Frank
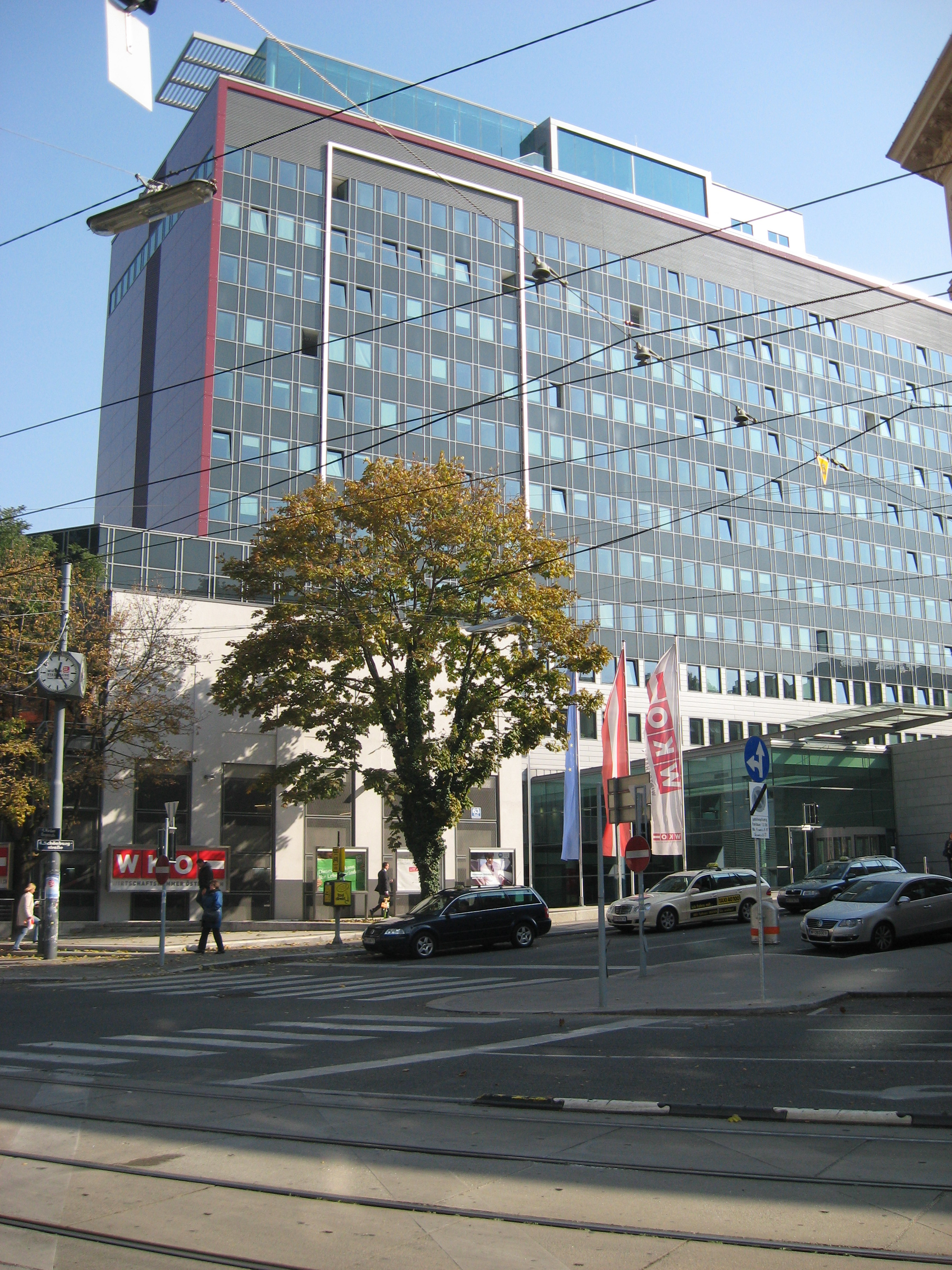
Das Hauptgebäude der WKO
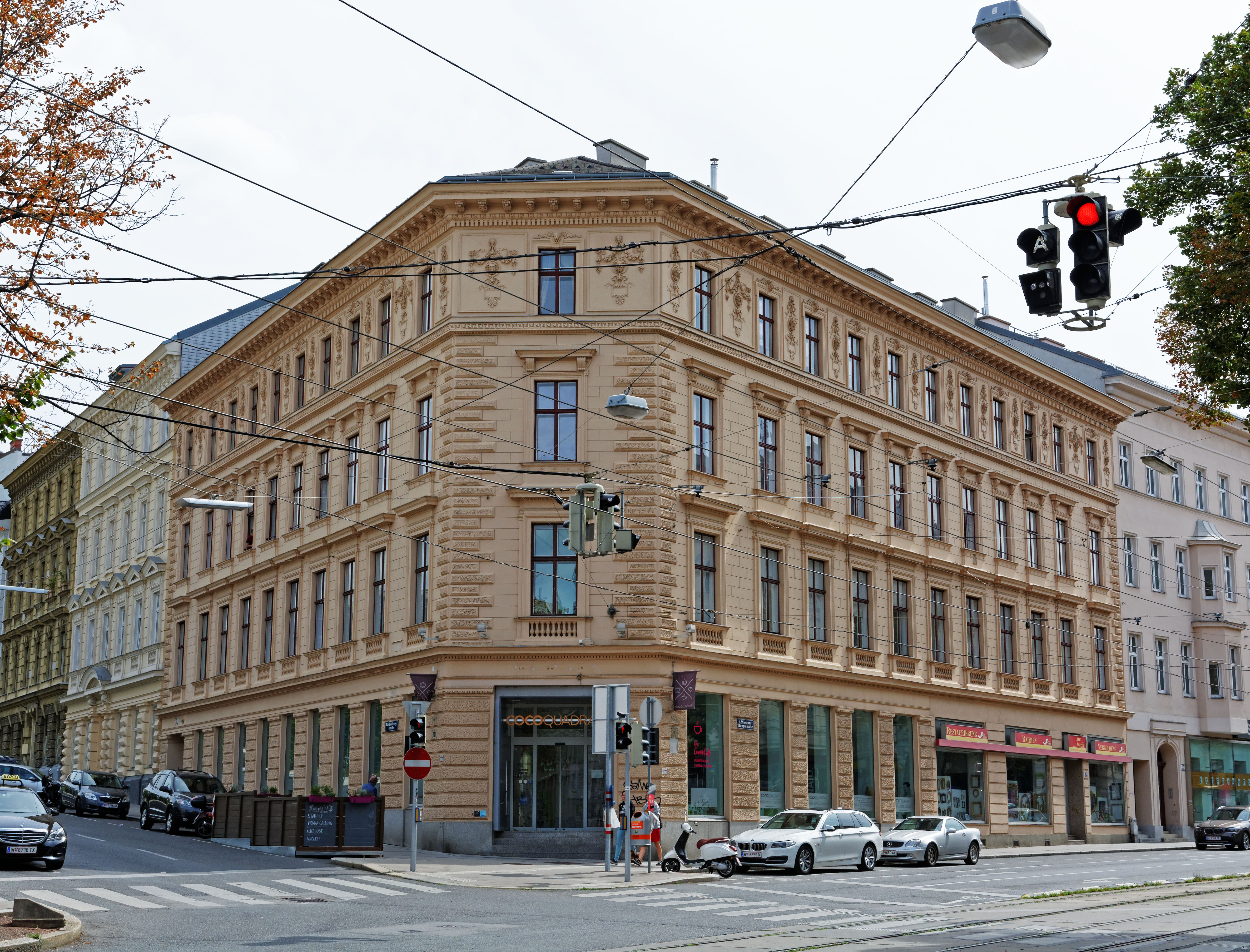
Nr. 65: Wohnhaus, erbaut von Otto Wagner

### Nr. 66: neoklassizistisches Eckhaus
Dieses Gebäude wurde 1914 von Adolf Jelletz errichtet. Es ist ein großes neoklassizistisches Eckhaus, das ebenfalls auf dem Gelände des ehemaligen Siechenhauses zum Klagbaum steht.

### Nr. 82: Kirche St. Thekla

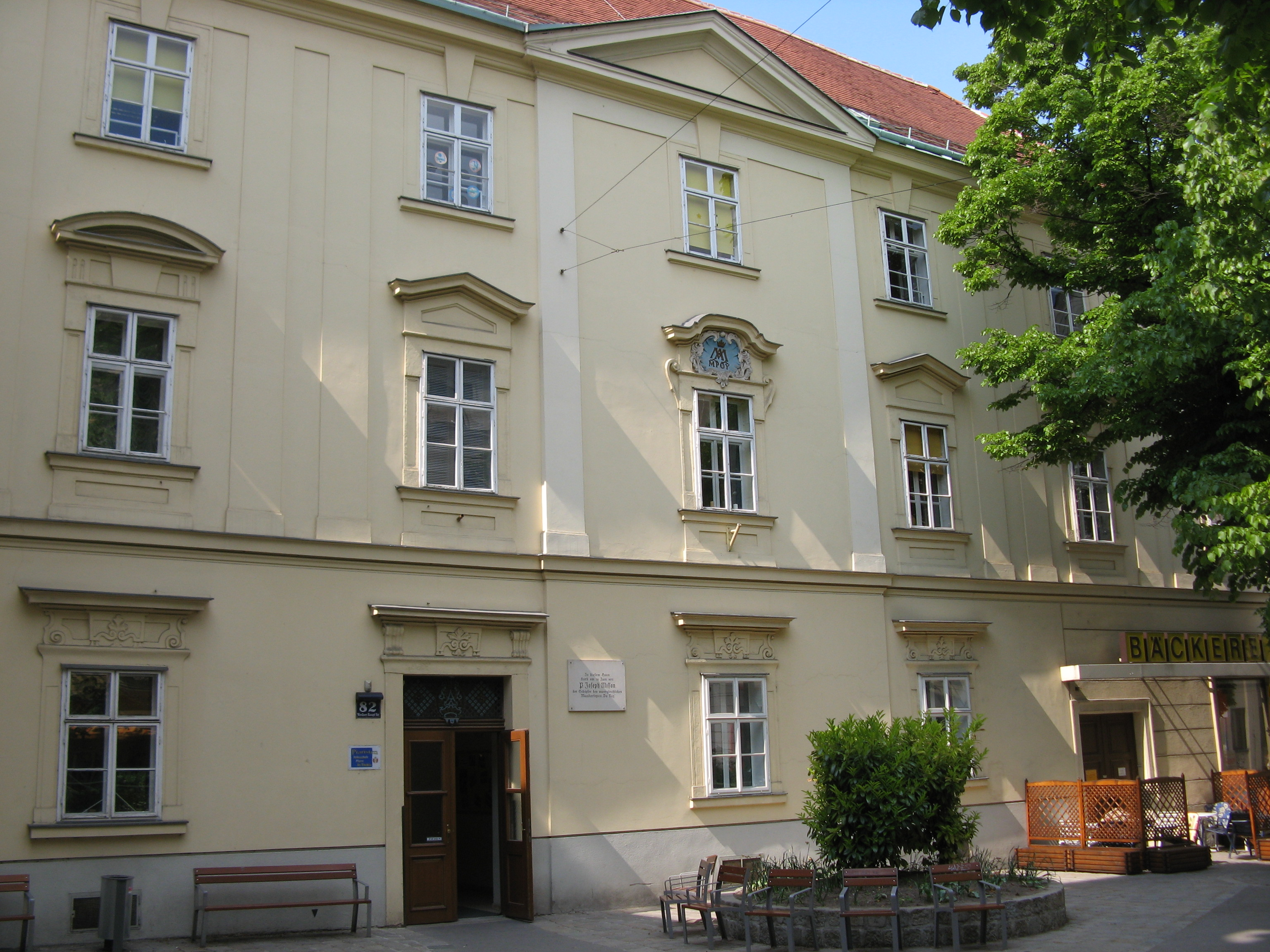
Nr. 82: Ordenshaus der Piaristen

Im Jahre 1751 kaufte der Piaristenorden hier Grundstücke und errichtete die Kirche Sankt Thekla auf der Wieden und ein anschließendes Ordenshaus. Architekt war Mathias Gerl. Das Haus war 1755–1785 Noviziat, danach eine Haupt- und Realschule der Piaristen. Von 1800 bis 1823 wurde es als Militärtransportsammelhaus genutzt. 1875 starb hier der niederösterreichische Mundartdichter Joseph Misson, der selbst Piarist war. An ihn erinnert eine Gedenktafel.
Die Kirche ist eine schmucklose spätbarocke Landkirche mit niedrigem Fassadenturm. Im Inneren befindet sich ein Hochaltarbild der Heiligen Thekla von Felix Ivo Leicher (1756), zwei Seitenaltarbilder Maria Immaculata und Heiliger Josef von Calasanz (beide 1756) vom selben Künstler und eine Heilige Theresa von Avila von Johann Meidinger (1768).
Auf der Höhe der Theklakirche befindet sich die Grenze vom 4. zum 5. Bezirk. Hier beginnt die Unterführung der Straßenbahnstrecke unter der Wiedner Hauptstraße.

### Nr. 84–86: SVA der gewerblichen Wirtschaft
Das Gebäude der Sozialversicherungsanstalt der gewerblichen Wirtschaft wurde 1971–1974 von den Architekten Carl Appel und Erich Majores errichtet. Es handelt sich um einen schmucklosen Stahlskelettbau, vor dem 2009 ein Brunnen aufgestellt wurde.

### Nr. 88: Florahof

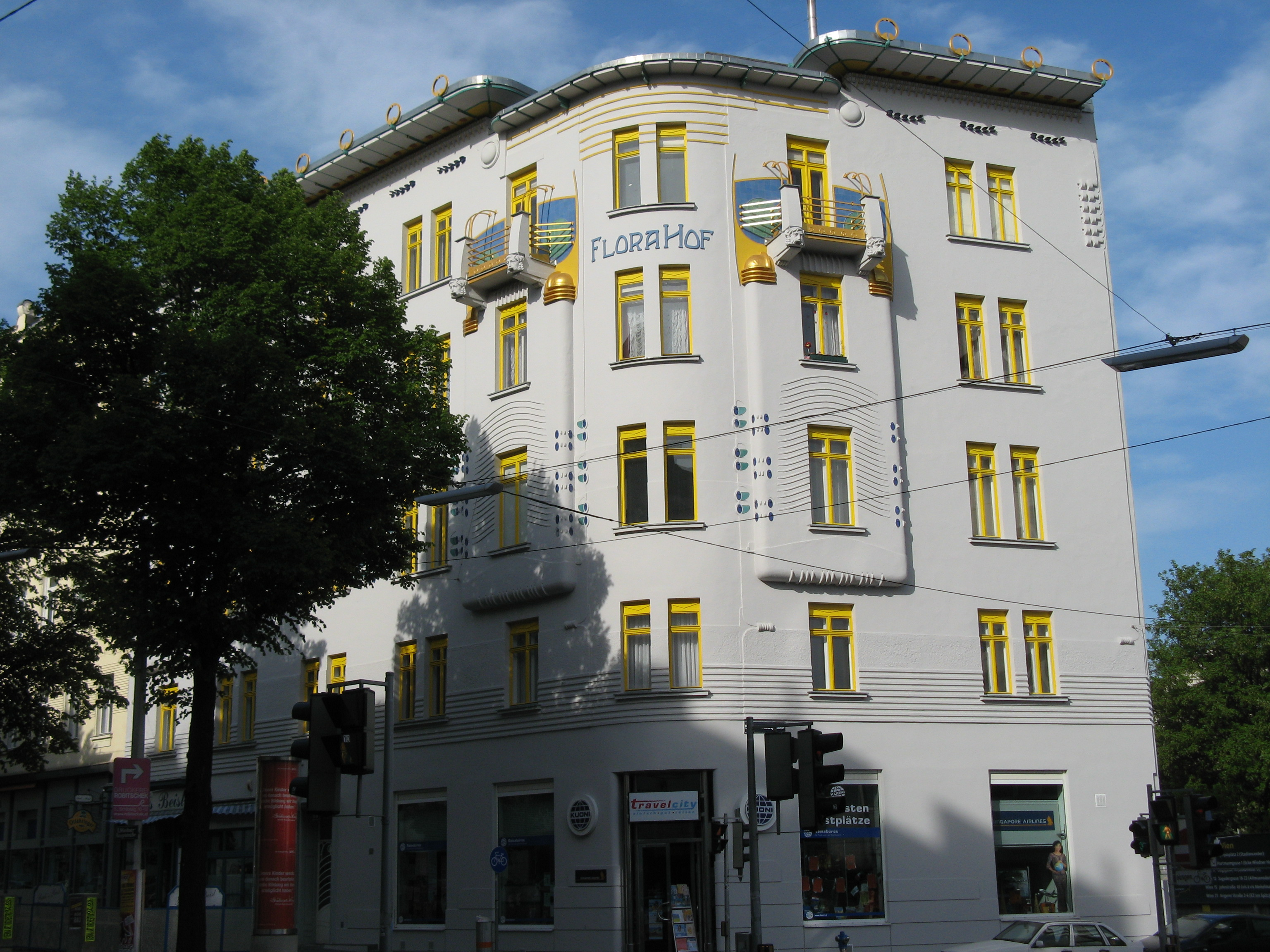
Nr. 88: Flora-Hof

Der Florahof ist ein schönes Beispiel für ein sezessionistes Zinshaus in Wien. Das Gebäude wurde 1901/1902 von Wunibald Deininger errichtet. Auffällig ist der farbige Dekor am Gebäude. Das Haus wurde 2009 renoviert.

### Nr. 90–92
Das Doppelhaus wurde 1901/02 von Hugo Mandeltort errichtet. Gliederung und Dekor sind in der Art Otto Wagners gestaltet.

### Nr. 99: Florianikirche

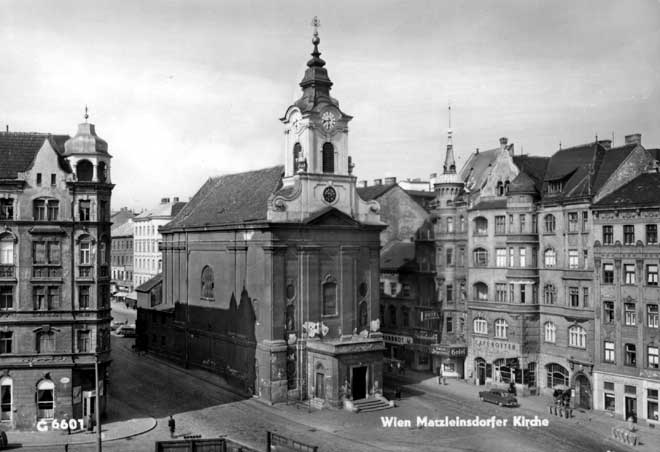
Die 1965 abgerissene alte Florianikirche

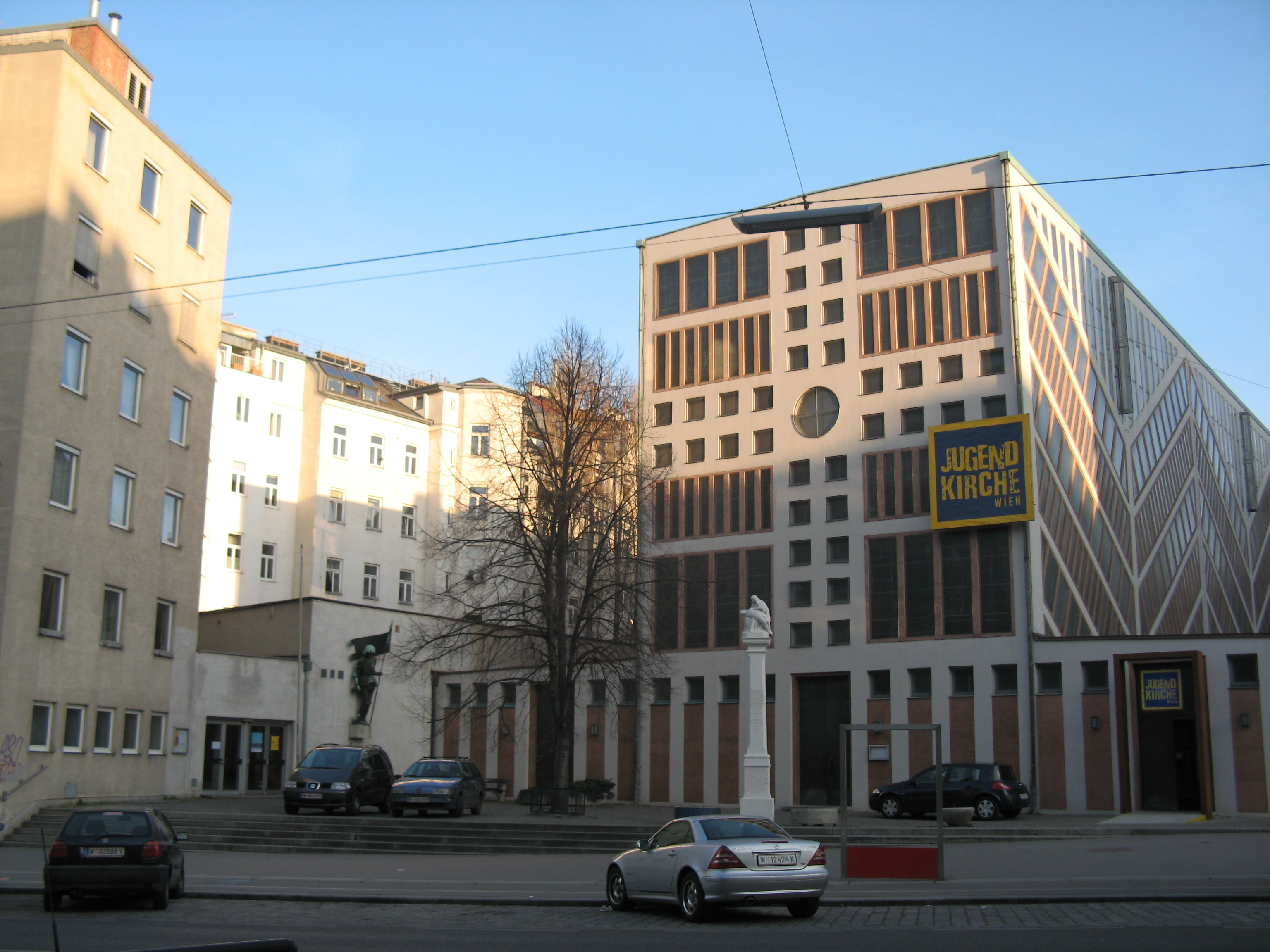
Matzleinsdorfer Pfarrkirche Hl. Florian

Die Matzleinsdorfer Pfarrkirche zum Heiligen Florian steht etwas hinter der Baulinie und wurde 1961–1963 nach Plänen von Rudolf Schwarz errichtet, die Hans Petermair ausführte. Die Wände des hohen, flachgedeckten Mittelschiffs sind völlig durch Glasfenster gegliedert, rote Steinrahmungen bilden an der Fassade ein großes Kreuz. Die Glasfenster der Kirche stammen aus den 1960er Jahren und sind von Giselbert Hoke. Weitere Ausstattungsstücke sind unter anderem ein großes Kreuzwegrelief von Peter Gangl (1967/1968) und eine Bronzepietà von Hubert Wilfan (1955). Am Platz vor der Kirche befinden sich eine große Bronzefigur des Heiligen Florian von Josef Riedel aus dem Jahr 1937 und eine Säule mit Pietà, die mit 1657 bezeichnet ist. Sie stand ursprünglich bei der Kundratstraße am Wege zur Hinrichtungsstätte bei der Spinnerin am Kreuz. Seit 2005 ist hier neben der Pfarre auch die Jugendkirche Wien beheimatet.
Ursprünglich stand auf dieser Höhe inmitten der Wiedner Hauptstraße die sogenannte Rauchfangkehrerkirche, der Vorgängerbau der heutigen Kirche. Sie wurde 1725 anstelle einer Kapelle im barocken Stil erbaut und 1783 zur Pfarrkirche erhoben. Nach langen Diskussionen beschloss man im 20. Jahrhundert, die Kirche, die für Autos ein Verkehrshindernis darstellte, abzureißen und stattdessen den heutigen Bau auf der linken Straßenseite zu errichten. Der Abriss erfolgte ab 30. August 1965 ungeachtet einer Protestwelle mit 13.000 Unterschriften.
Der alte Pfarrhof mit seinem großen Garten ragte ebenfalls weit in die Wiedner Hauptstraße hinein. Er wurde bereits 1935 abgetragen, und auf den Hausnummern 103 und 105 wurde vom Architekten Karl Ehn (dem Gestalter des Karl-Marx-Hofs) ein neuer Pfarrhof und eine Wohnhausanlage errichtet. Beim Neubau der Pfarrkirche schloss man unmittelbar daneben auf Nr. 97 ein modernes Gemeindezentrum an, sodass sich das Pfarrhaus heute hier befindet.

### Nr. 108

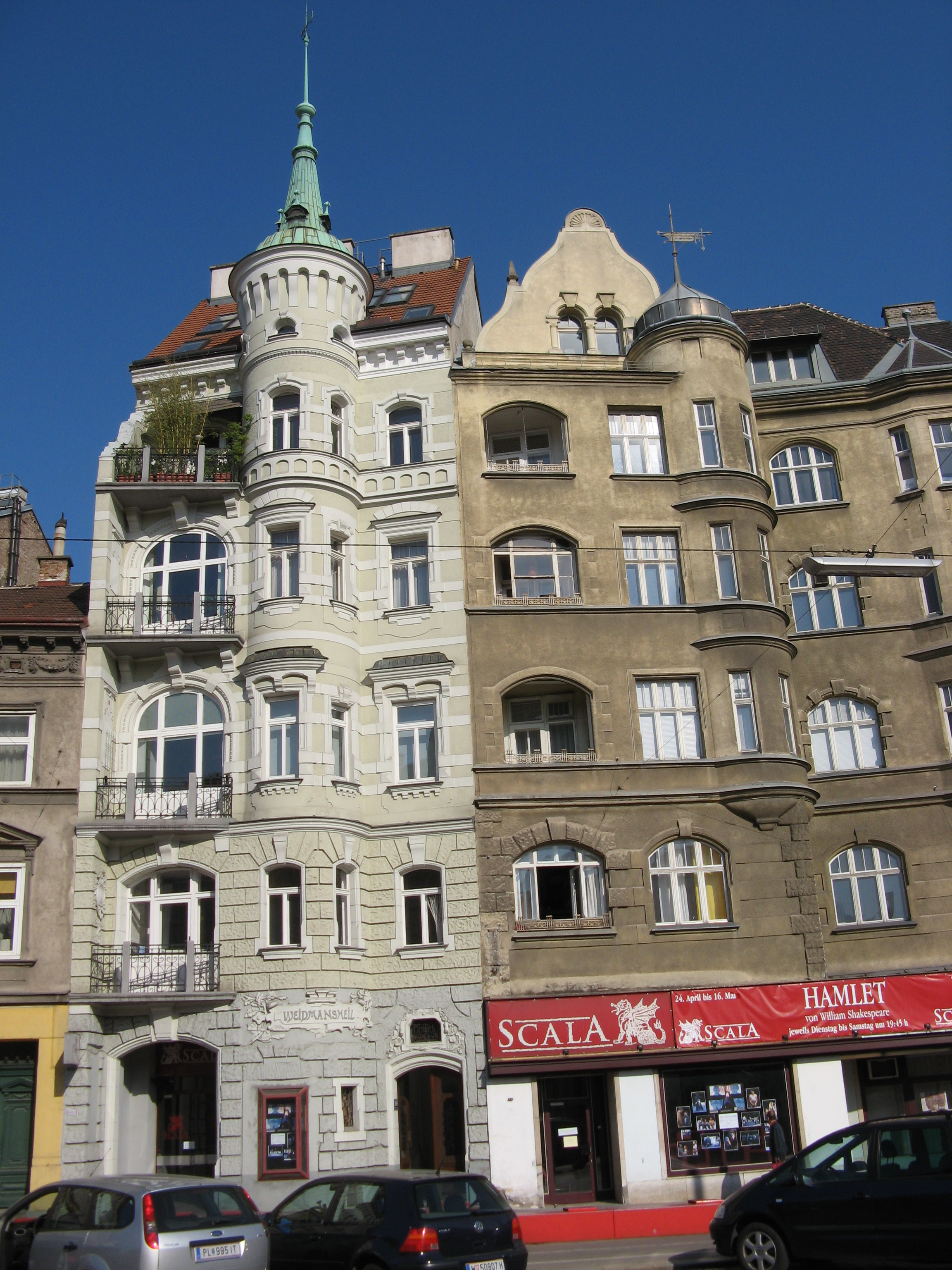
Nr. 108: Scala-Theater

Dieses späthistoristische Wohnhaus wurde 1911/12 von Friedrich Kleibl erbaut. Das schmale Gebäude ist durch burgartige Elemente gekennzeichnet. Im Foyer befinden sich Stuckreliefs mit spielenden Putten. Im Haus war ein Hotel und ein Studentenheim untergebracht, heute befindet sich in den Räumen des ehemaligen Atlantis-Kinos hier seit 1995 das Scala-Theater des Theaters zum Fürchten.

### Nr. 123–125
Anstelle der heutigen Gebäude befand sich im 19. Jahrhundert das Sulkowskitheater. Es wurde 1837 als Haus- und Übungsbühne gegründet. Ab 1861 hieß es Niklastheater und diente als eine Art Probebühne jungen Talenten. Hier trat Josef Kainz zum ersten Mal auf. 1895 wurde das Theater geschlossen und das Gebäude 1908 abgerissen.

### Nr. 126–128
Dieses markante Eckhaus zur Ramperstorffergasse wurde 1912/1913 von den Architekten Emil Hoppe, Marcel Kammerer und Otto Schönthal erbaut, die allesamt Schüler von Otto Wagner waren. Das Gebäude hat eine abgerundete Ecke und trägt Dekorationselemente der Wiener Werkstätte.

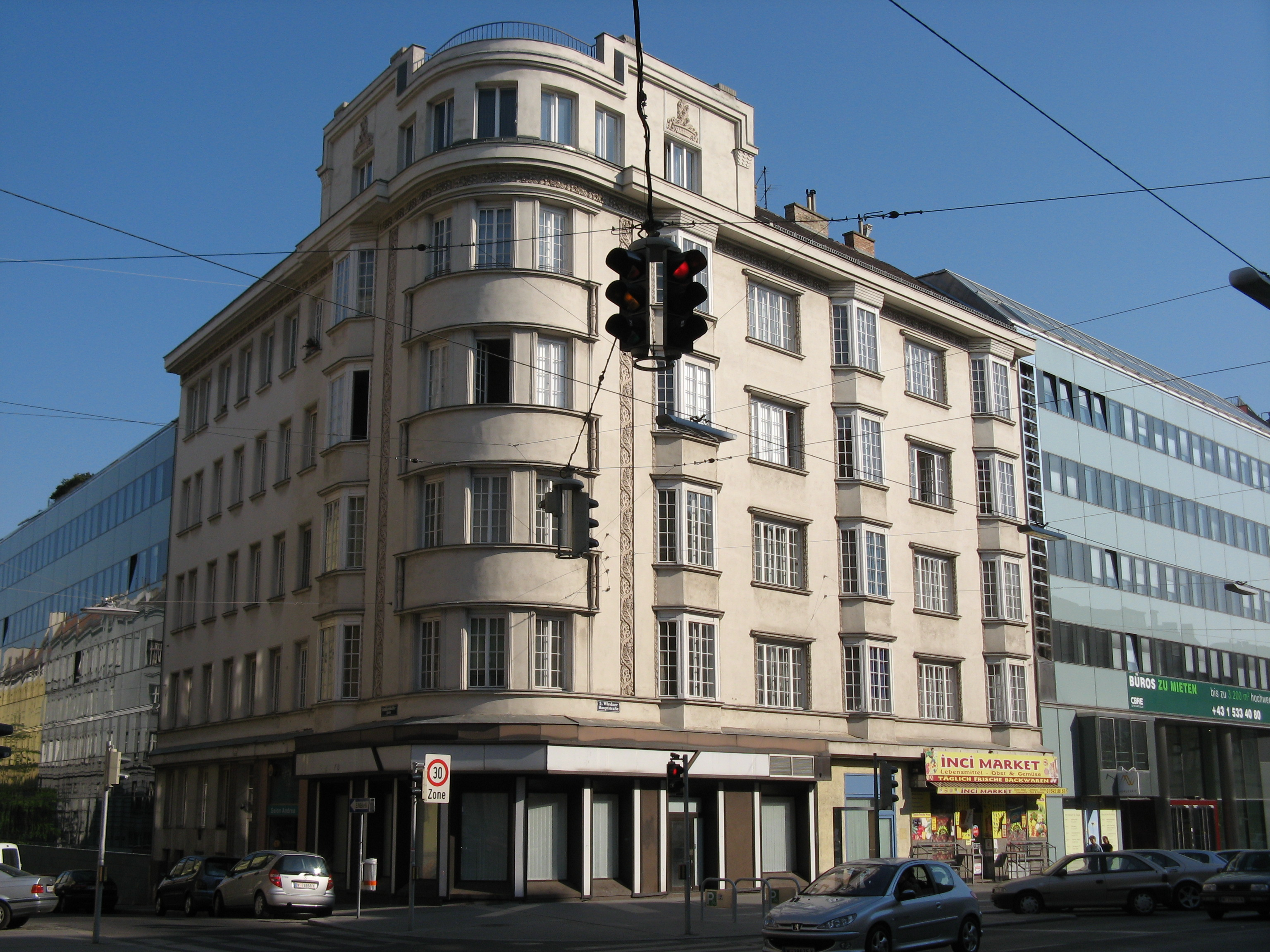
Nr. 126–128: Eckhaus

## Galerie

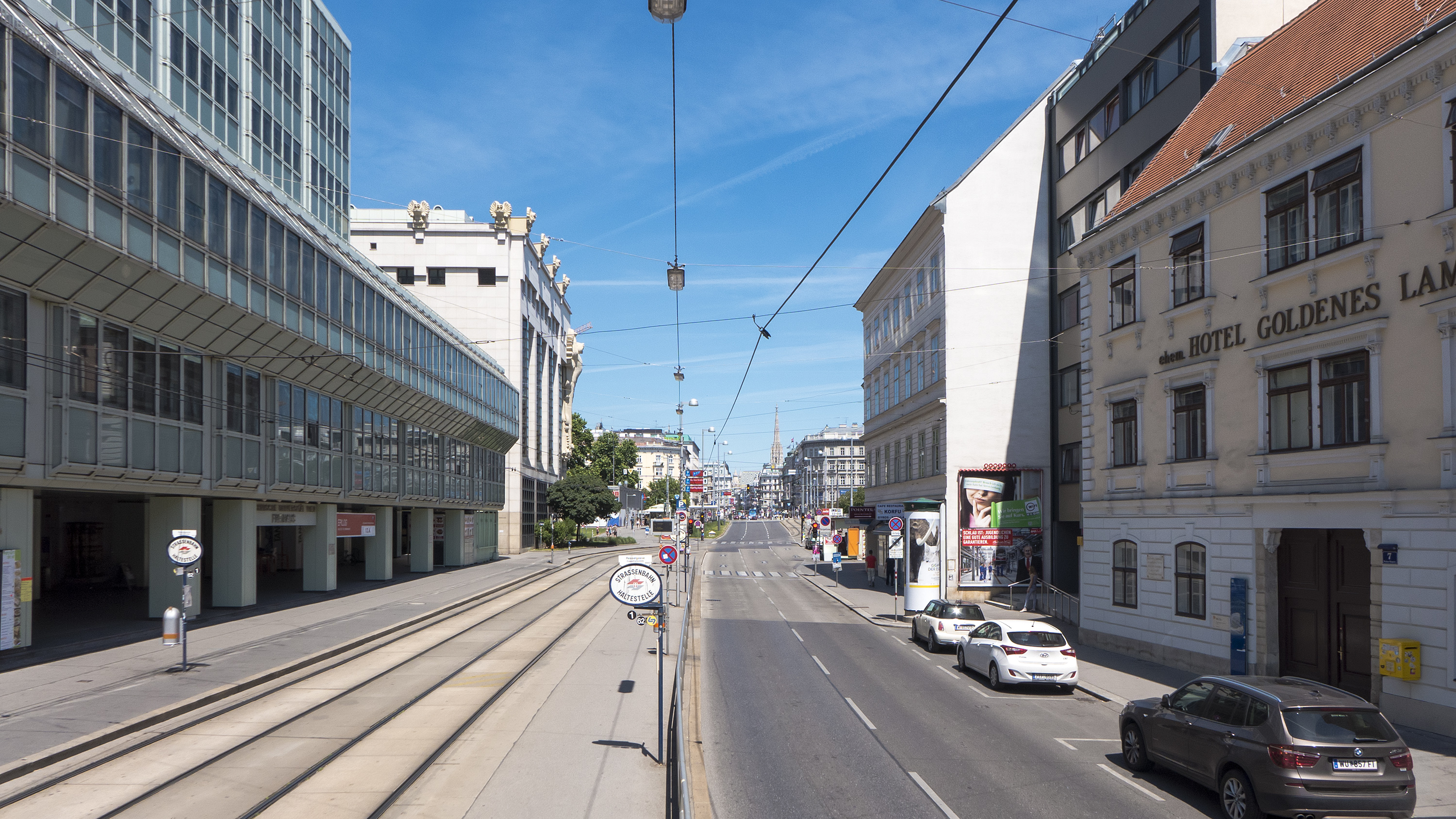
Der Beginn der Straße beim Karlsplatz
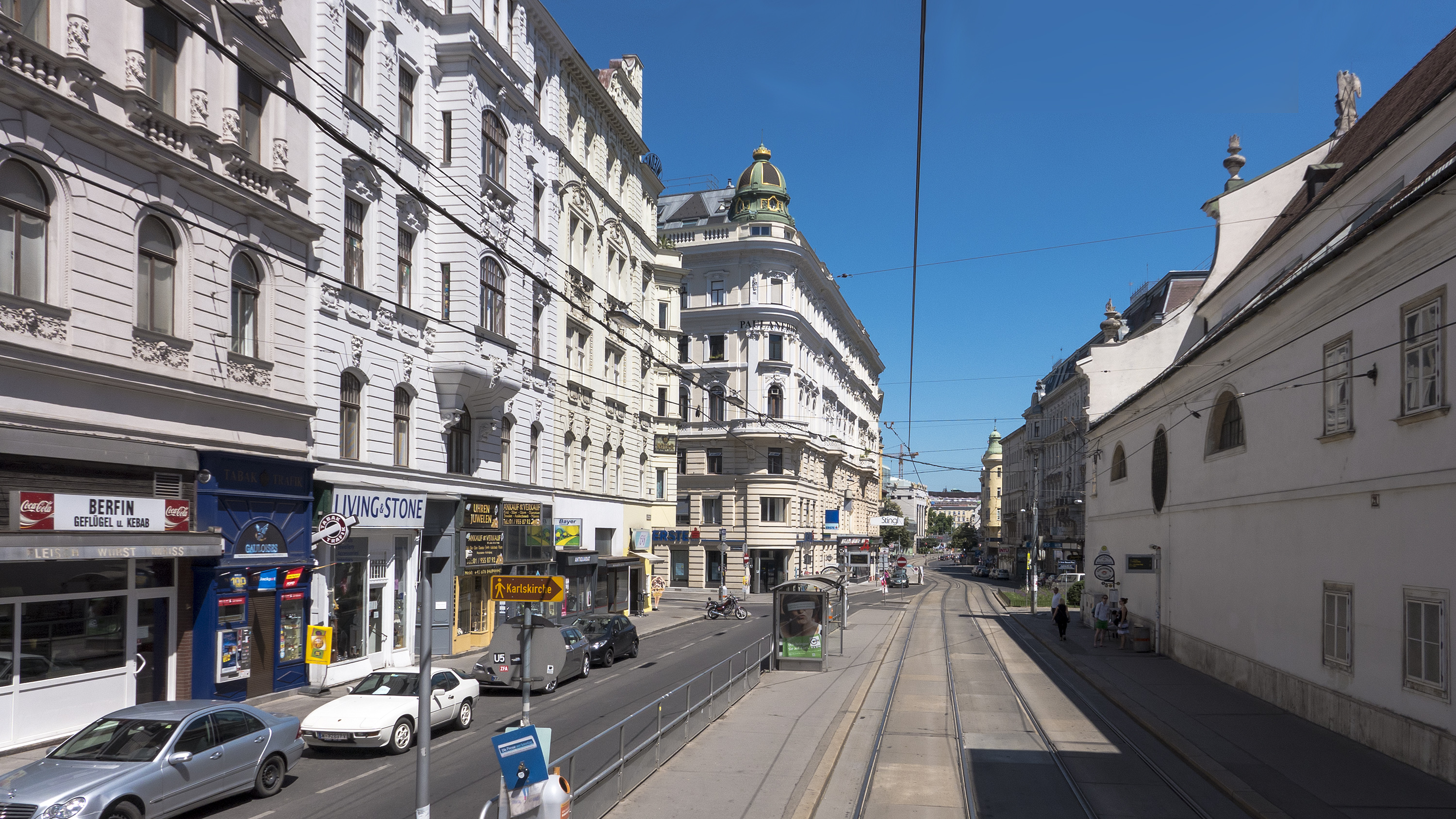
Bei Nr. 26, rechts die Paulanerkirche
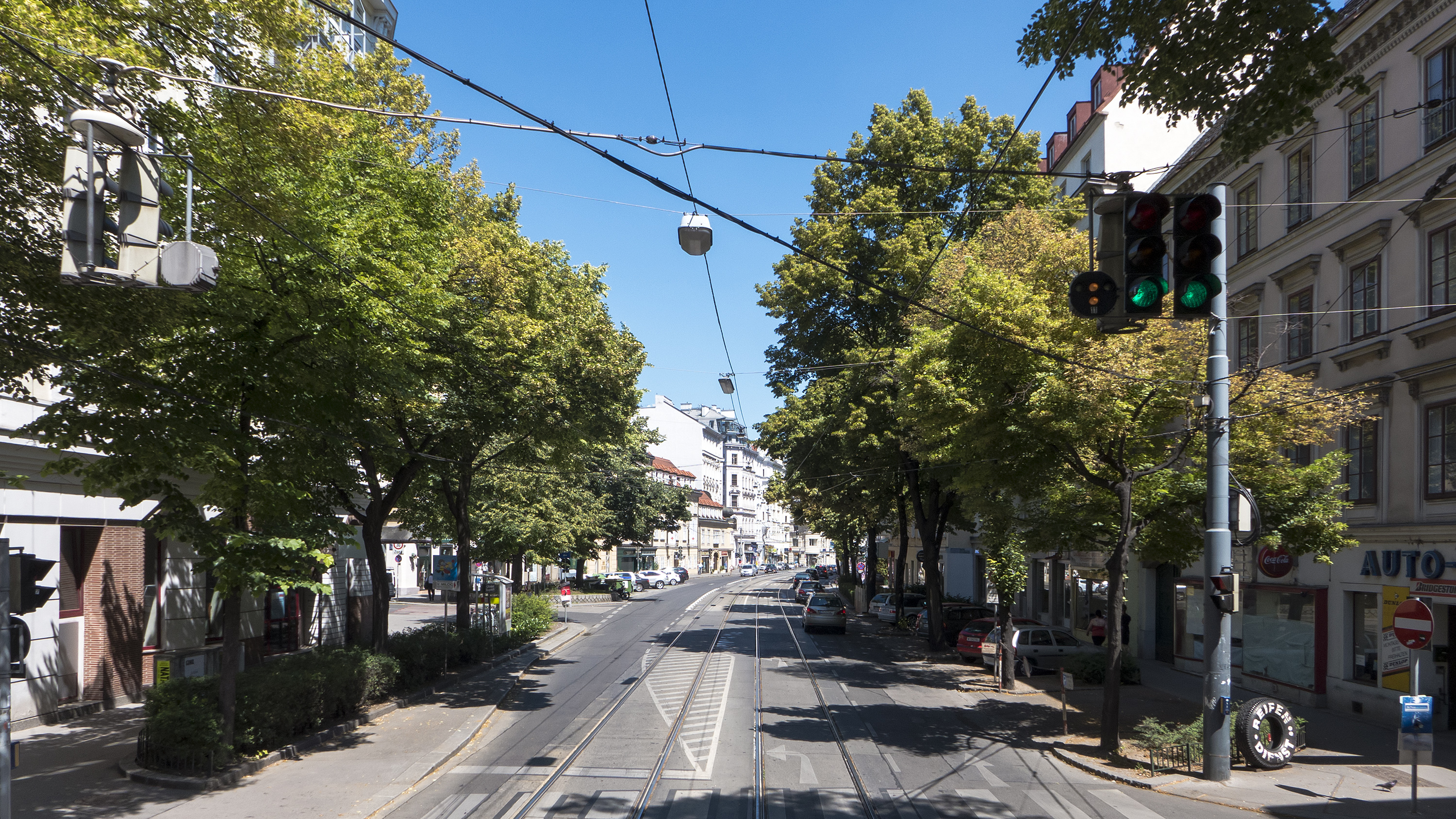
Bei der Floragasse
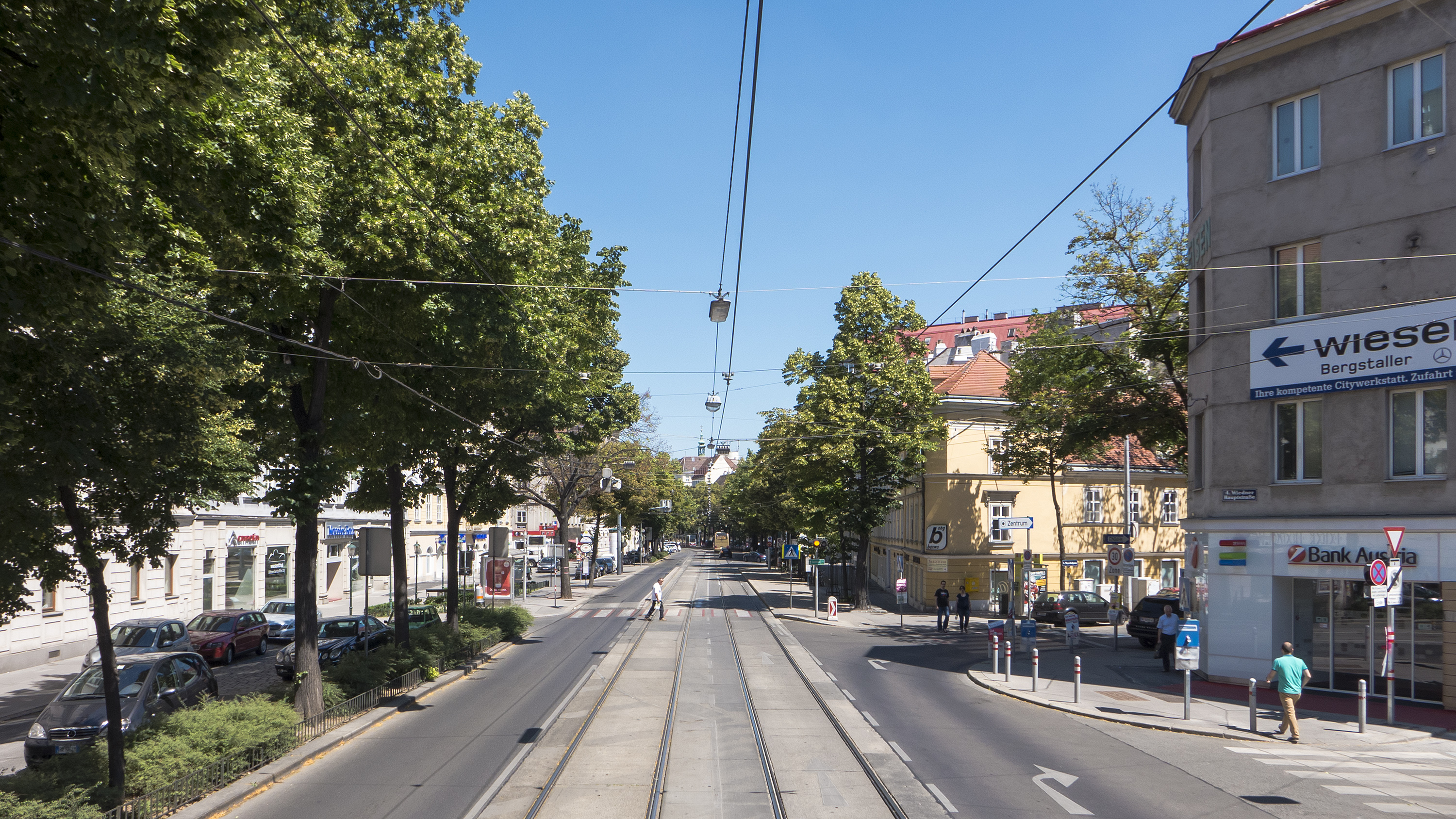
Bei der Mayerhofgasse
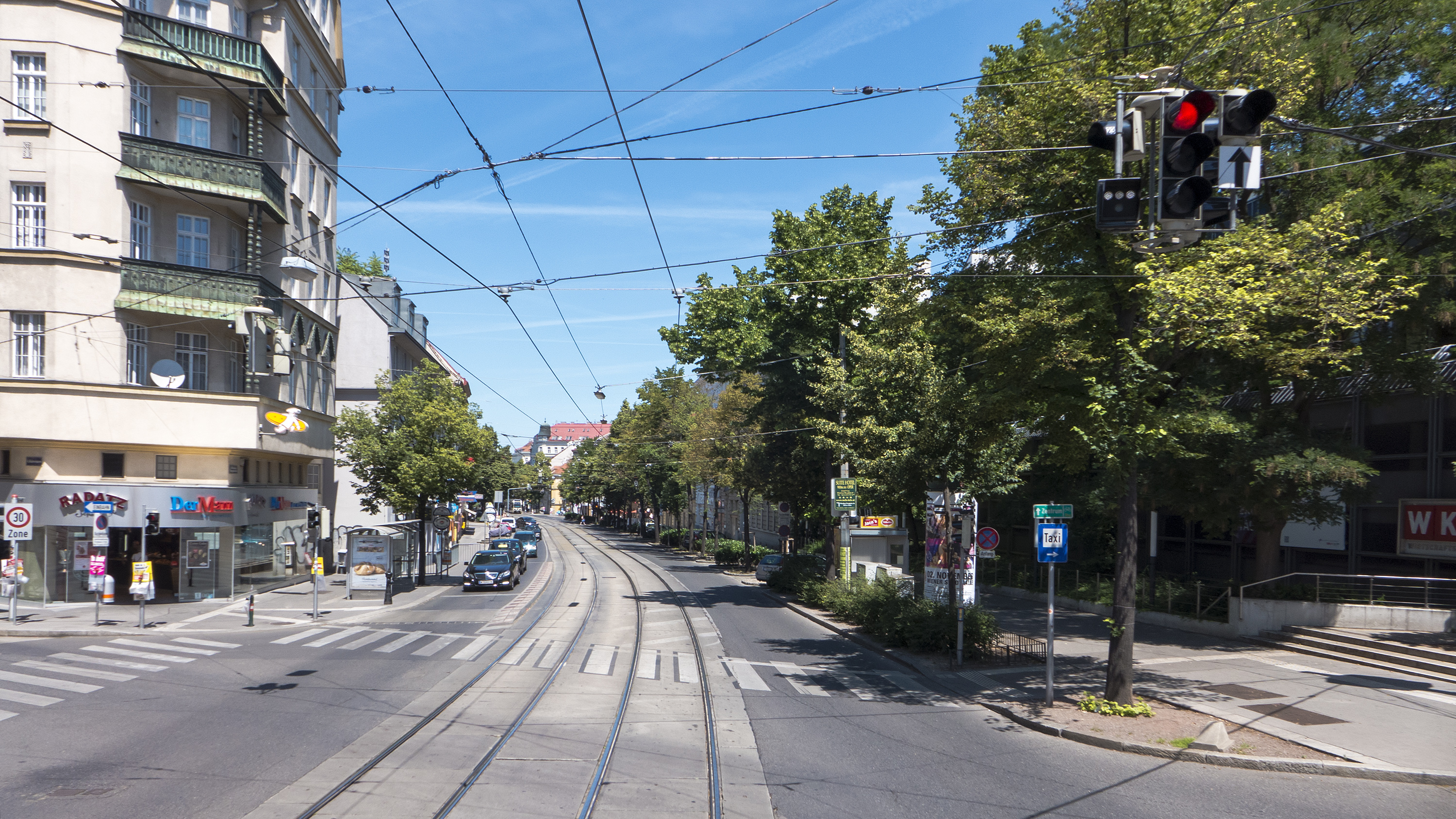
Bei der Klagbaumgasse
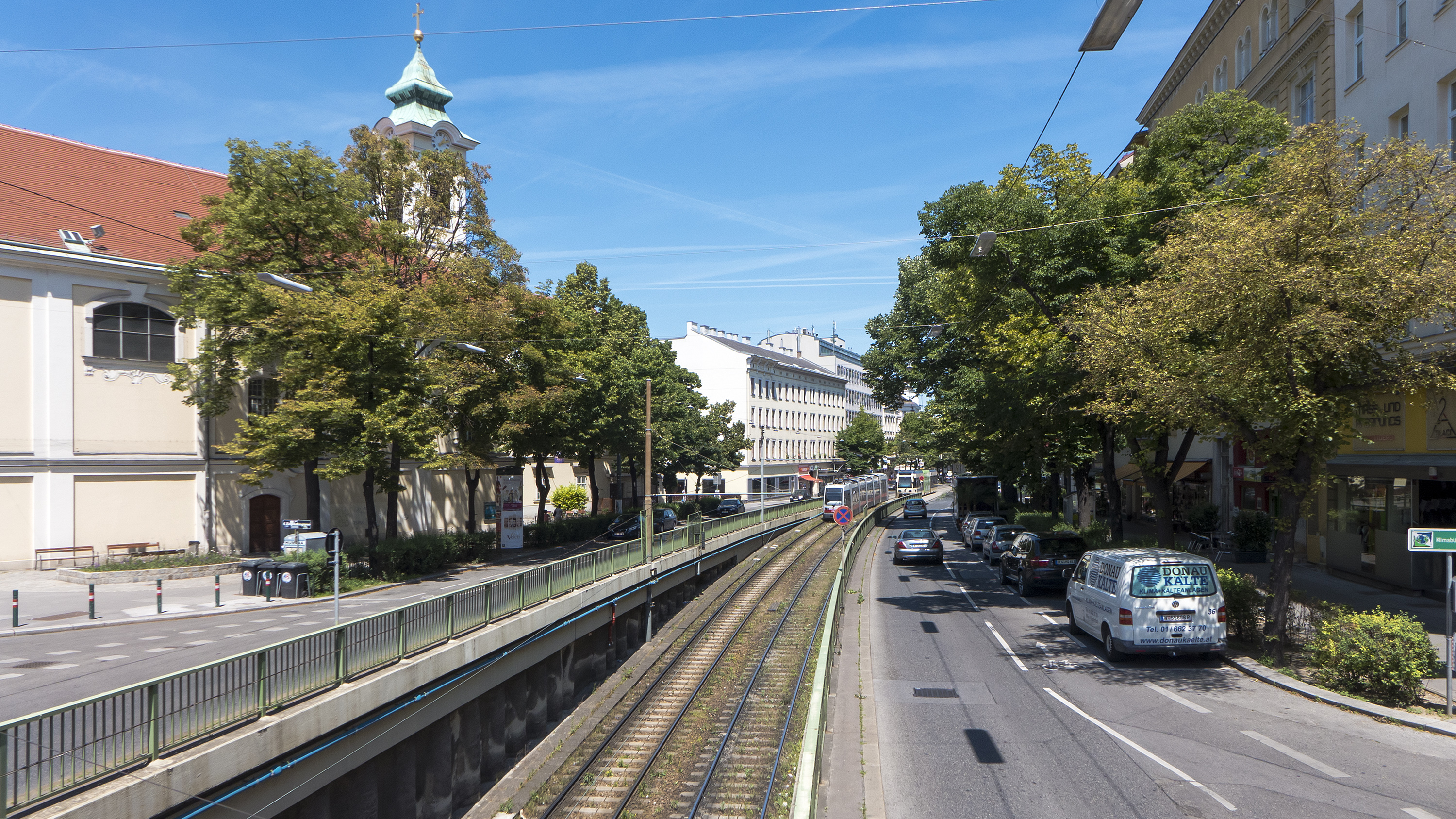
Bei der Blechturmgasse, links die Theklakirche
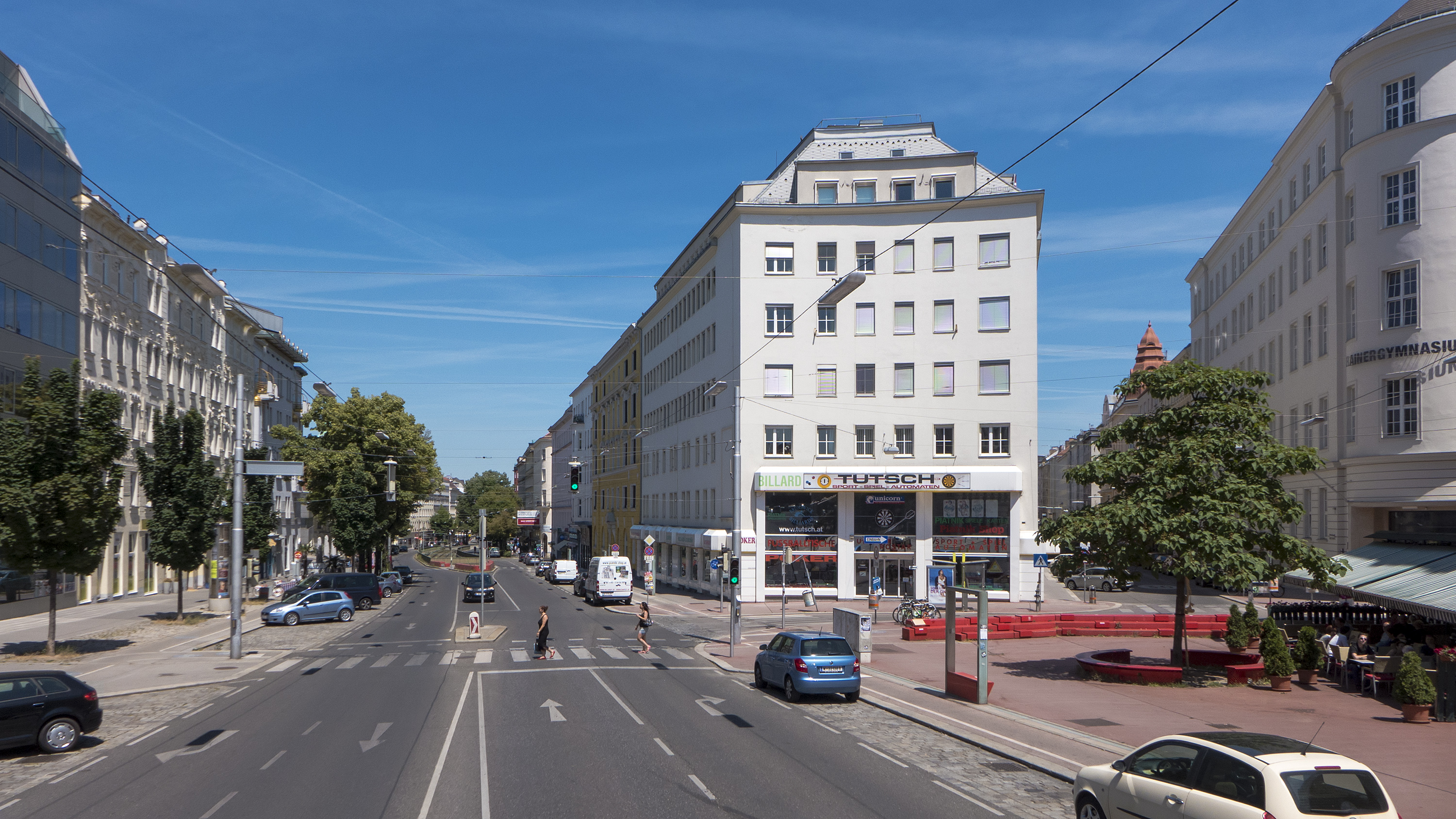
Bei der Kriehubergasse
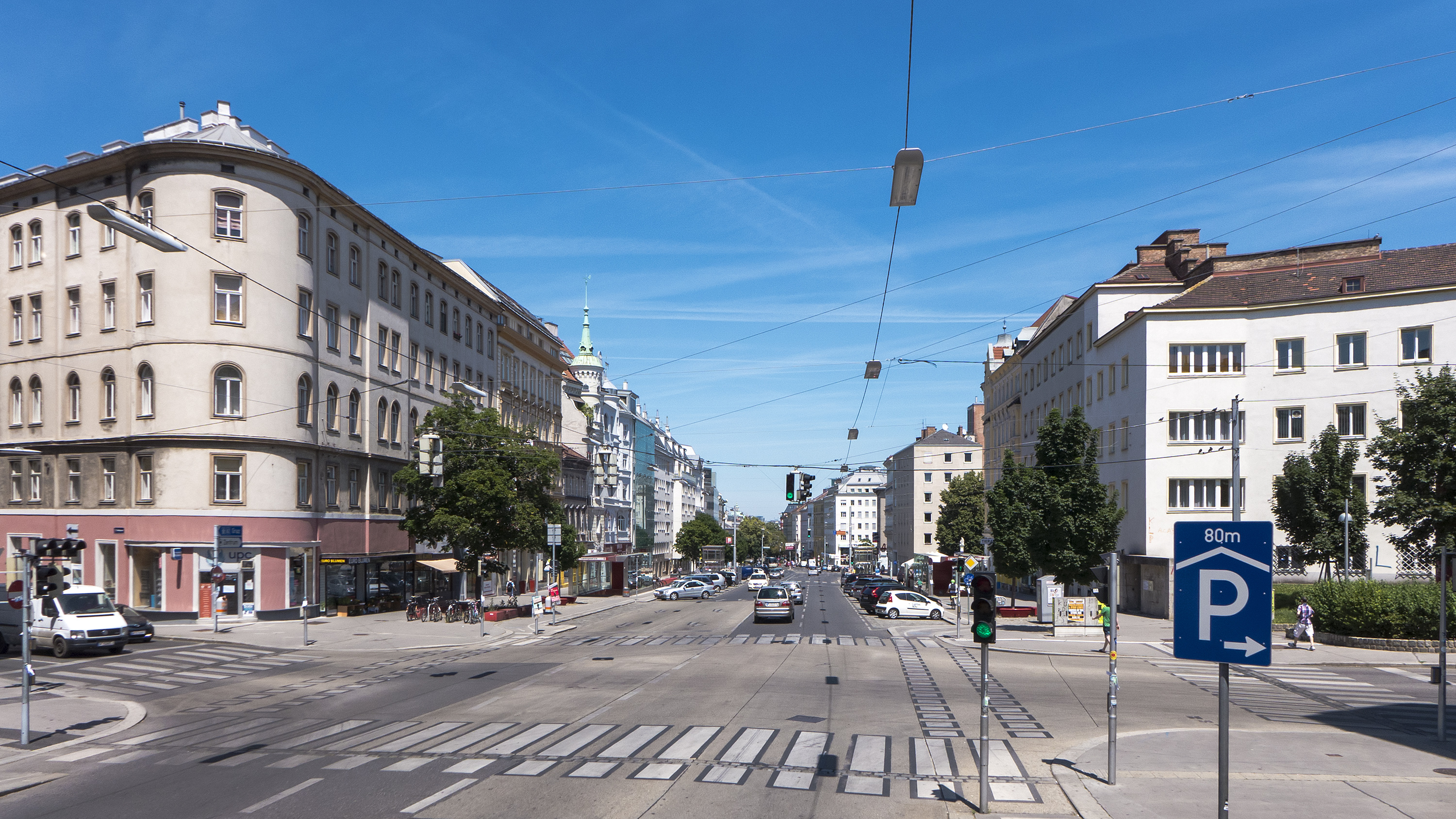
Bei der Kliebergasse
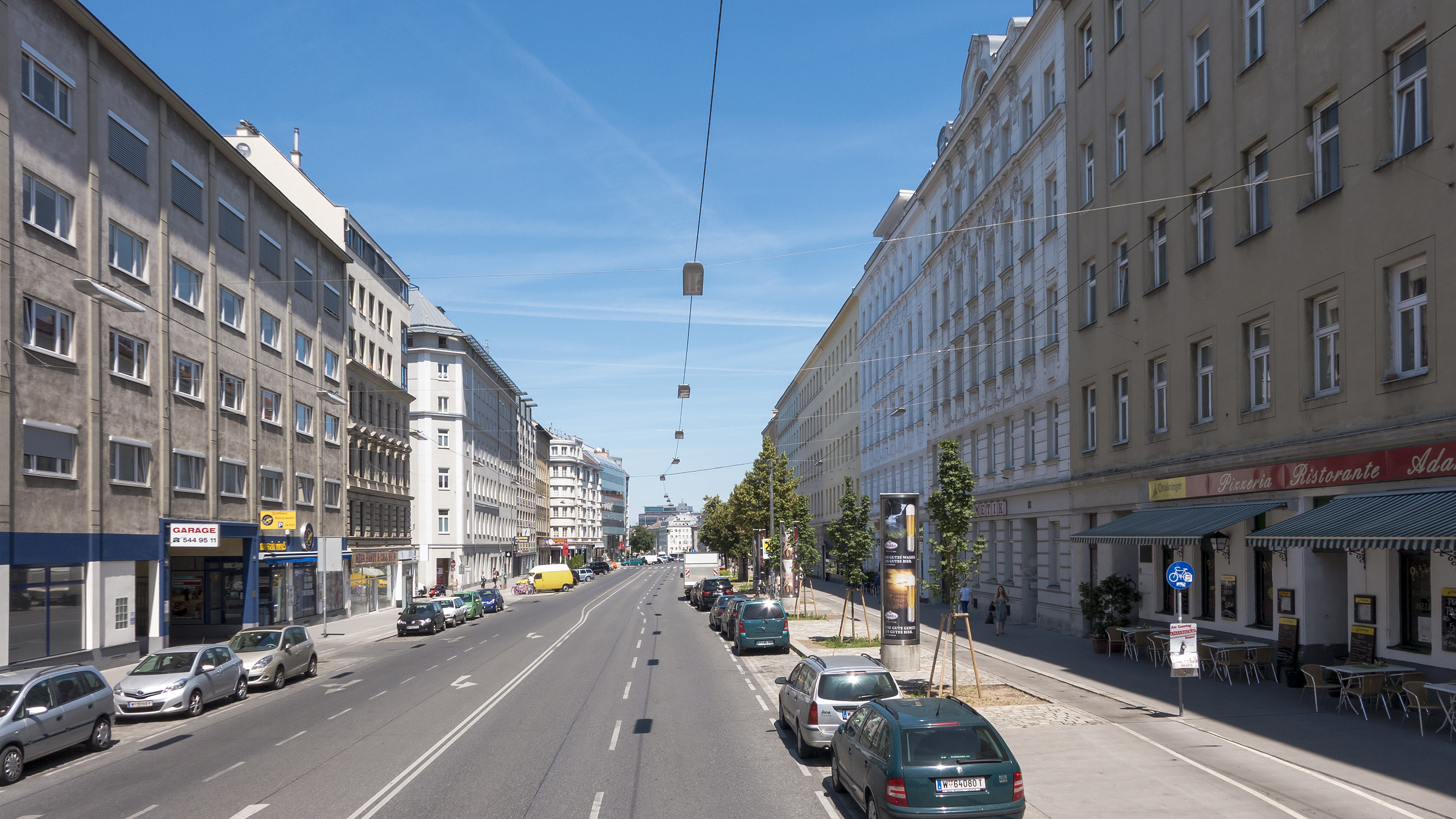
Bei der Hollgasse
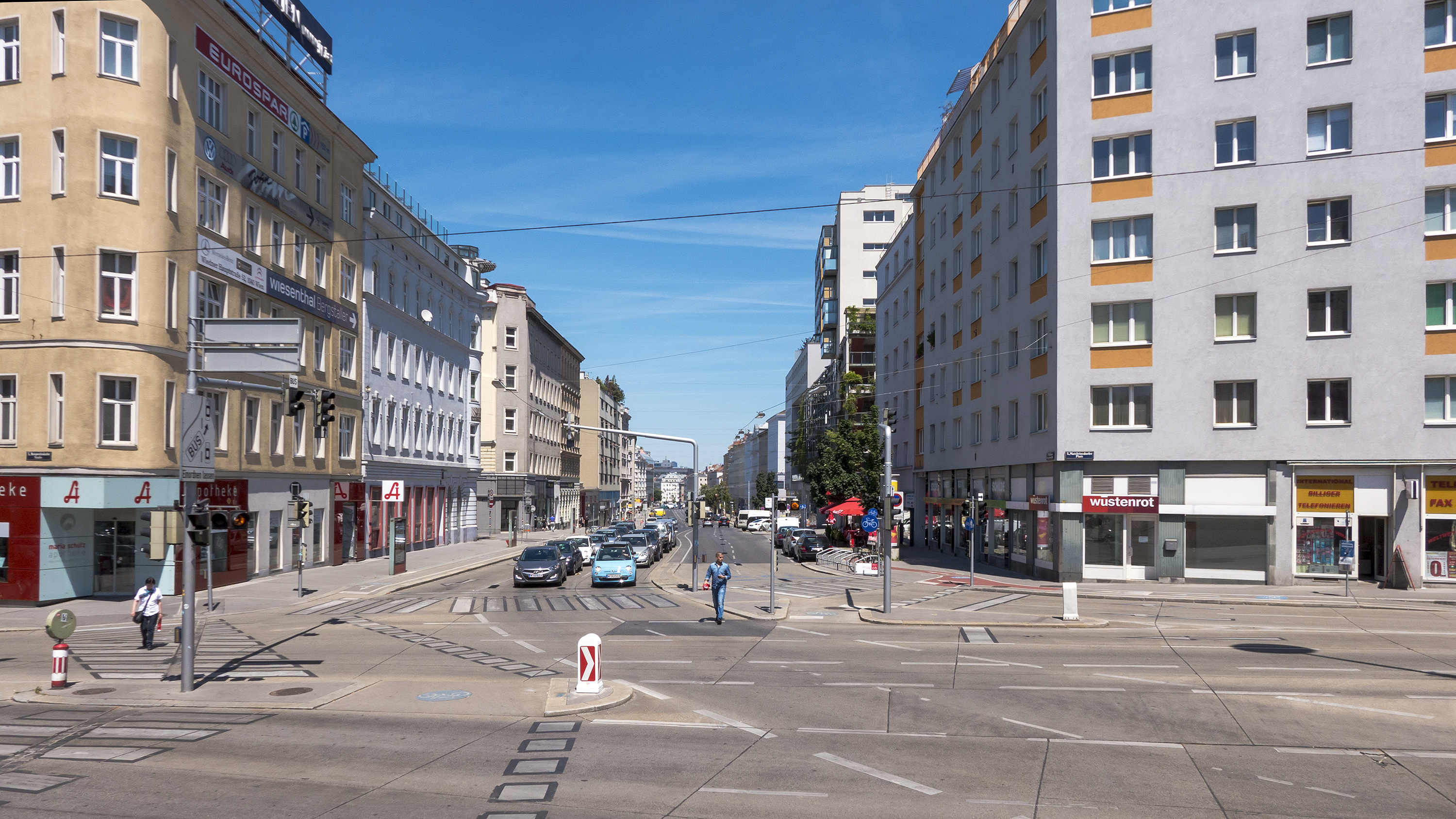
Das Ende der Straße beim Matzleinsdorfer Platz